# Martel (Lot)
Pour les articles homonymes, voir Martel.
Martel est une commune française, située dans le nord du département du Lot en région Occitanie.
Appelée « la ville aux sept tours » depuis le XVIIe siècle, Martel est une cité médiévale du Quercy fondée au XIe siècle autour d'un marché de dispersion du sel organisé par l'Abbaye Sainte-Marie de Souillac à un croisement d'anciennes routes sur des terres appartenant au vicomte de Turenne et au vicomte de Brassac. Riche cité marchande avant la guerre de Cent Ans, Martel est durant plus de cinq siècles la capitale de la partie quercynoise de la vicomté de Turenne, le siège d'une sénéchaussée royale du XVe siècle à la Révolution et un petit centre actif du commerce de la truffe, de la noix et des conserves depuis le XIXe siècle.
La commune possède un patrimoine naturel remarquable : un site Natura 2000, deux espaces protégés et cinq zones naturelles d'intérêt écologique, faunistique et floristique.
La commune fait partie de l'association Les Plus Beaux Villages de France. Martel est labellisée Site remarquable du goût.

## Géographie

### Localisation

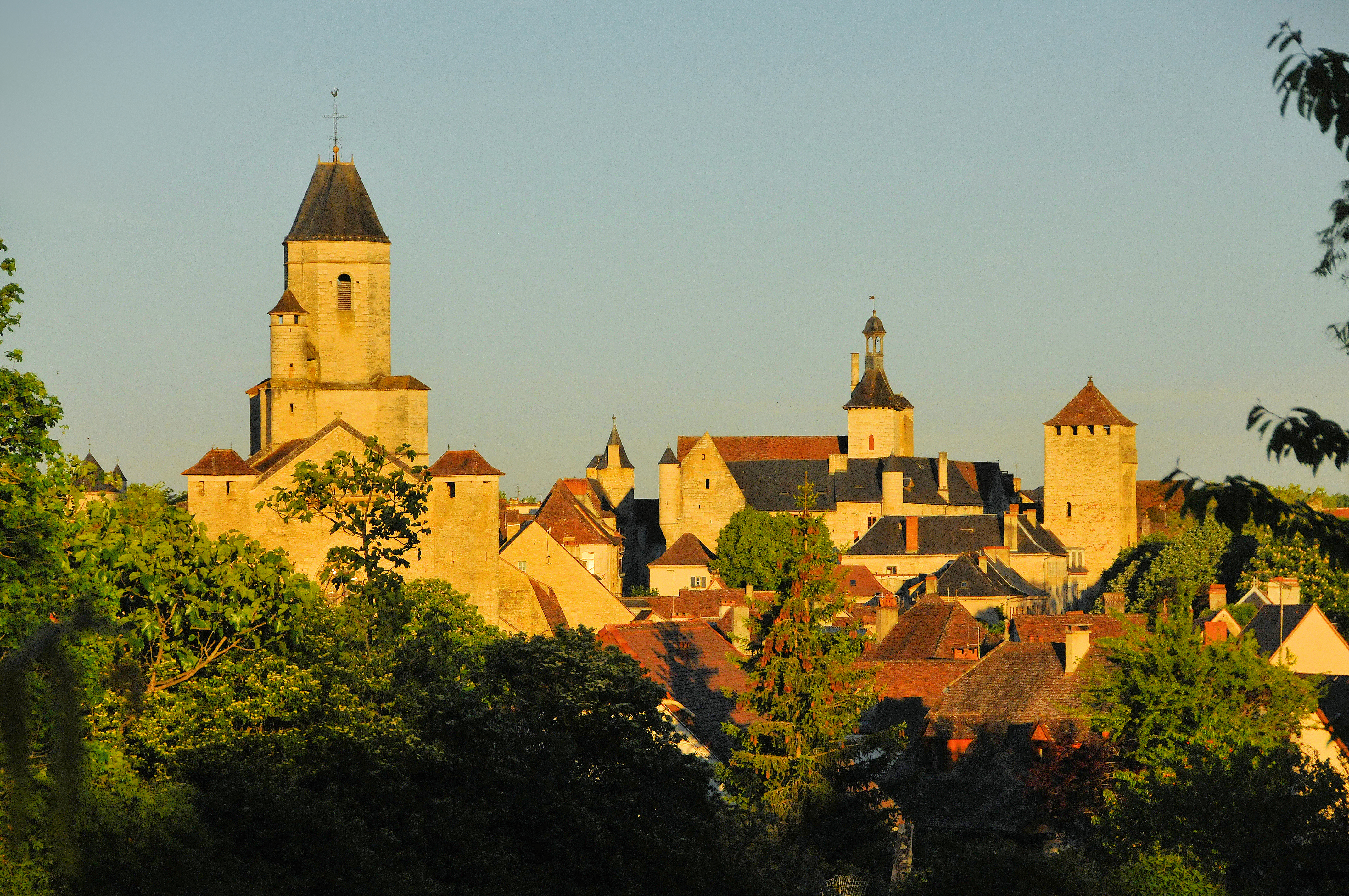
Martel au lever de soleil.

La commune de Martel est située en Quercy, dans le nord-ouest du Lot, en plein cœur du causse qui porte son nom, dans le Haut Quercy. Martel se situe aux confins de deux régions : Occitanie et Nouvelle-Aquitaine, à proximité de Rocamadour, Souillac, Saint-Céré, Carennac, Brive-la-Gaillarde, Collonges-la-Rouge, Turenne, Sarlat, Eyrignac, et du gouffre de Padirac.
Elle se trouve dans la zone d'emploi de Nord-du-Lot et au bassin de vie de Souillac

### Communes limitrophes
Les communes limitrophes sont  Baladou, Creysse, Cuzance, Floirac, Le Vignon-en-Quercy, Montvalent, Saint-Denis-lès-Martel et Strenquels.
| Cuzance | Cazillac   | Strenquels             |
| Baladou | Martel     | Saint-Denis-lès-Martel |
| Creysse | Montvalent | Floirac                |

### Géologie et relief
La superficie de la commune est de 35,28 km2 ; son altitude varie de 92  à   336 mètres.
La commune est située sur le causse de Martel, une région naturelle constituant le plus septentrional des quatre causses du Quercy, entre Limousin, vallées de la Tourmente et de la Dordogne.

### Hydrographie

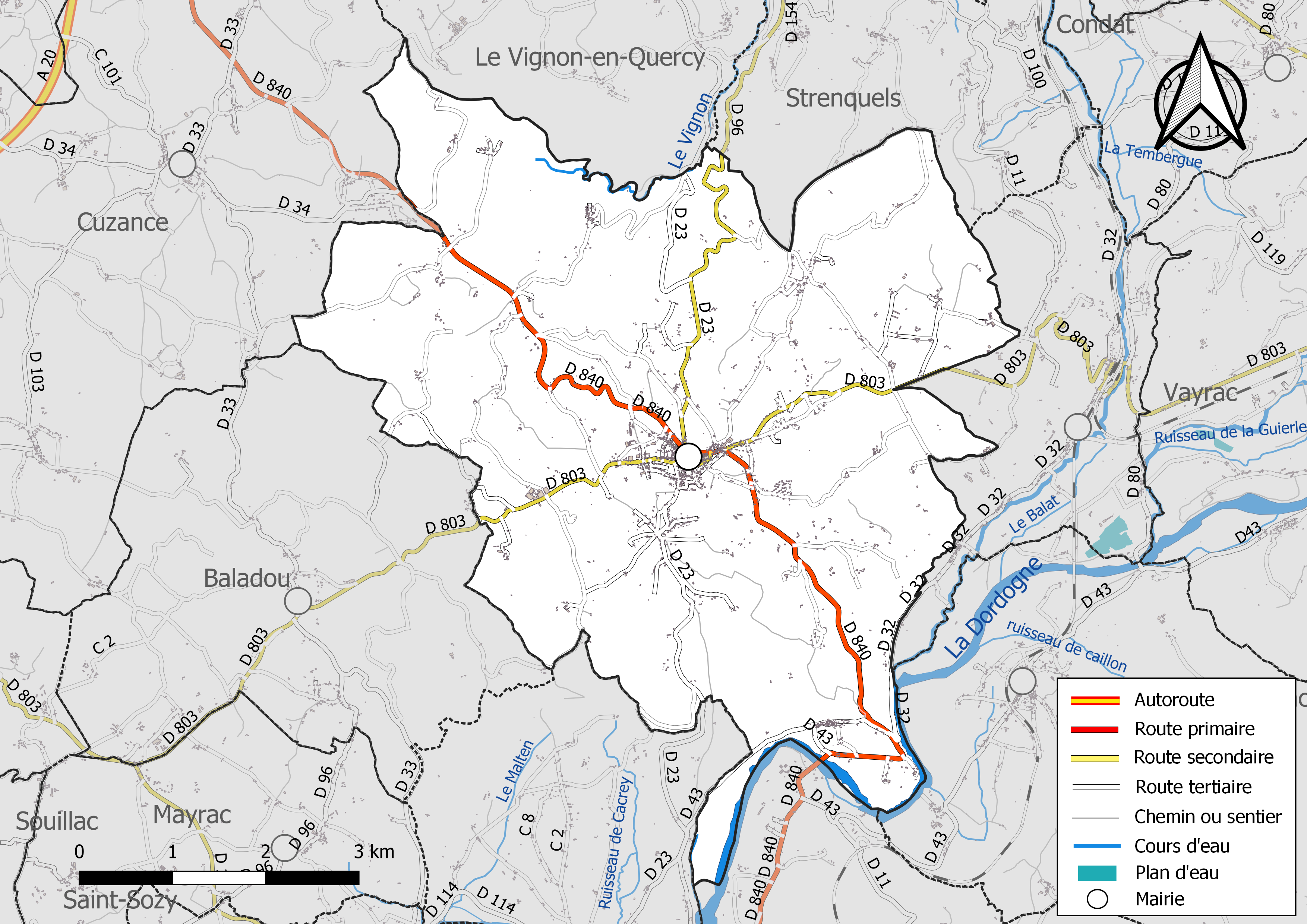
Carte hydrographieque et des infrastructures de transport de la commune.

La commune est bordée au sud par la Dordogne, et brièvement à l'est par son affluent, la Tourmente.
Elle est également drainée par le Vignon et par deux autres cours d'eau.

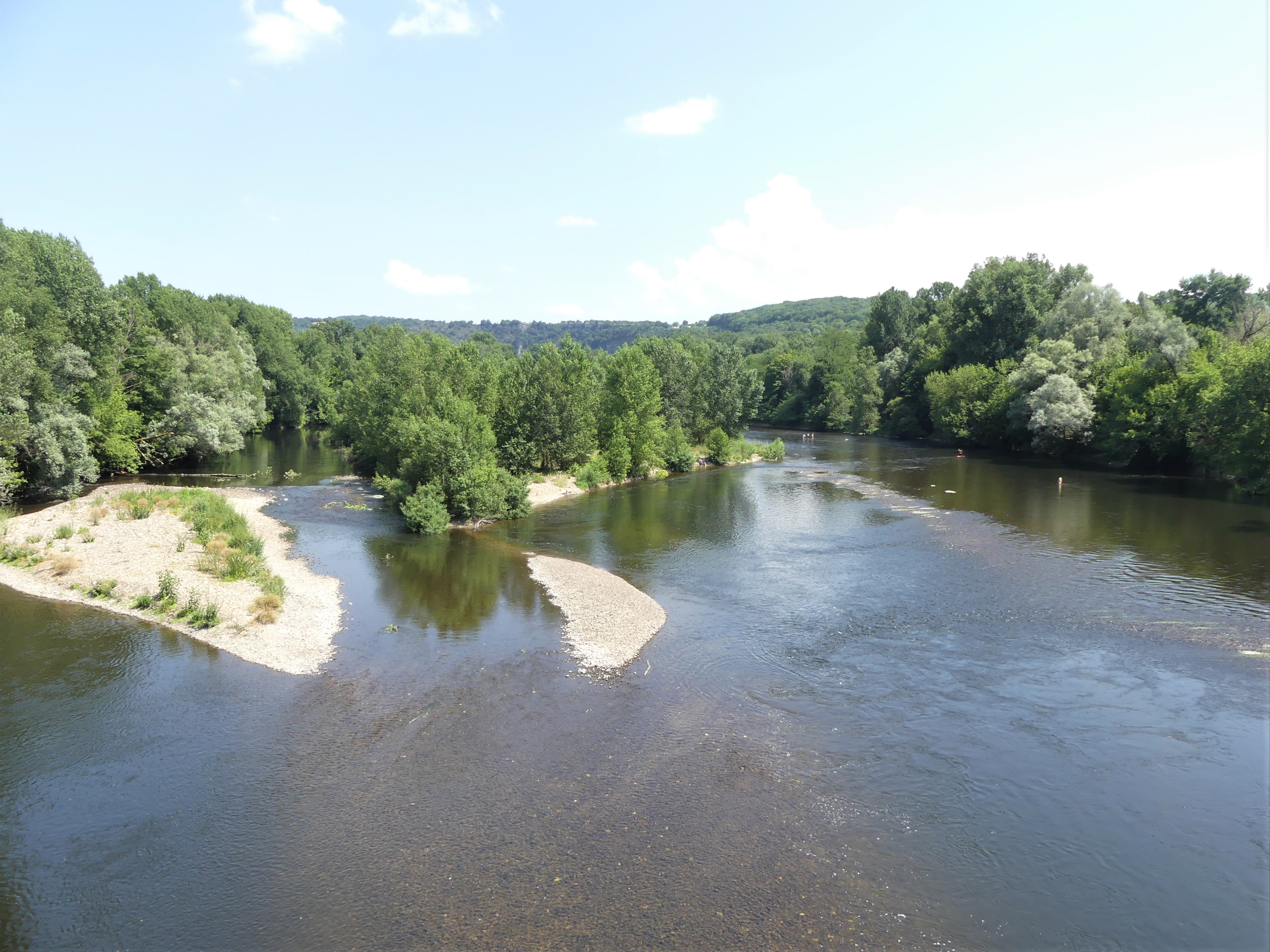
La Dordogne vers l'amont du pont de Gluges...
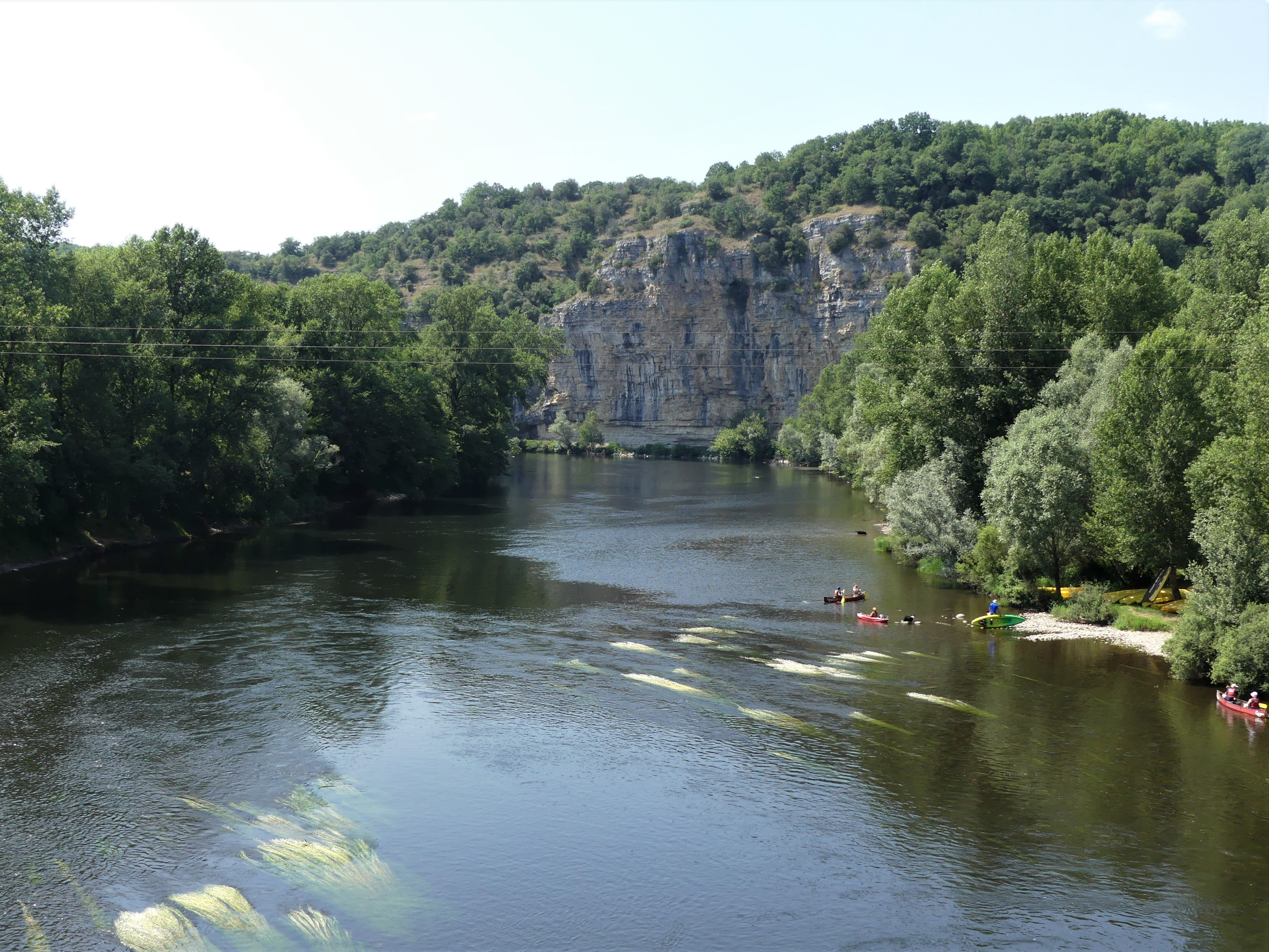
Et vers l'aval.
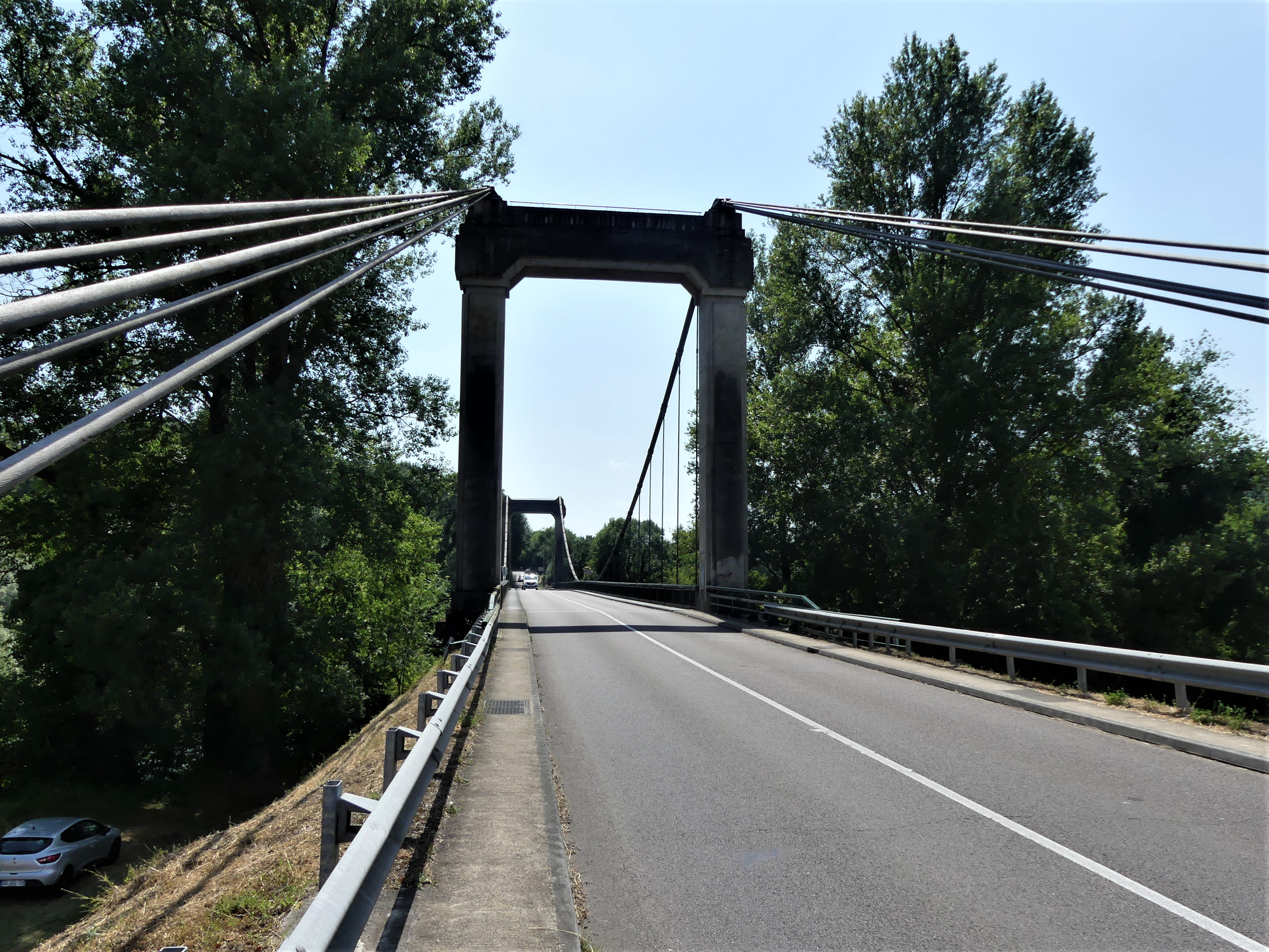
Le Pont de Gluges.
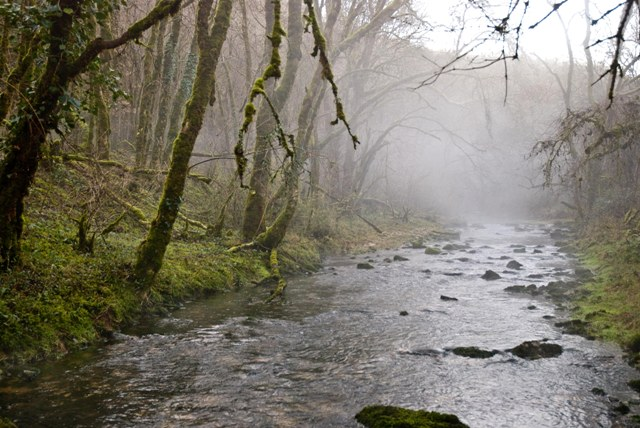
Le Haut-Vignon.

### Climat
Pour des articles plus généraux, voir Climat de l'Occitanie et Climat du Lot.
En 2010 le climat de la commune est de type climat océanique altéré, selon une étude s'appuyant sur une série de données couvrant la période 1971-2000. En 2020, Météo-France publie une typologie des climats de la France métropolitaine dans laquelle la commune est dans une zone de transition entre le climat océanique altéré et le climat de montagne ou de marges de montagne et est dans la région climatique Ouest et nord-ouest du Massif Central, caractérisée par une pluviométrie annuelle de 900 à 1 500 mm, maximale en automne et en hiver.
Pour la période 1971-2000 la température annuelle moyenne est de 12,3 °C, avec une amplitude thermique annuelle de 15,6 °C. Le cumul annuel moyen de précipitations est de 997 mm, avec 11,3 jours de précipitations en janvier et 6,8 jours en juillet. Pour la période 1991-2020, la température moyenne annuelle observée sur la station météorologique la plus proche, située sur la commune de Nespouls à 15 km à vol d'oiseau, est de 12,6 °C et le cumul annuel moyen de précipitations est de 836,4 mm,. Pour l'avenir, les paramètres climatiques de la commune estimés pour 2050 selon différents scénarios d’émission de gaz à effet de serre sont consultables sur un site dédié publié par Météo-France en novembre 2022.

### Milieux naturels et biodiversité

#### Espaces protégés
La protection réglementaire est le mode d’intervention le plus fort pour préserver des espaces naturels remarquables et leur biodiversité associée,.
La commune fait partie du bassin de la Dordogne, un territoire d'une superficie de 507 000 ha reconnu réserve de biosphère par l'UNESCO en juillet 2012,.
Deux autres espaces protégés sont présents sur la commune :
- le « cours lotois de la Dordogne », objet d'un arrêté de protection de biotope, d'une superficie de 569,6 ha[15] ;
- les « falaises lotoises (rapaces) », objet d'un arrêté de protection de biotope, d'une superficie de 6,6 ha[16].

#### Réseau Natura 2000

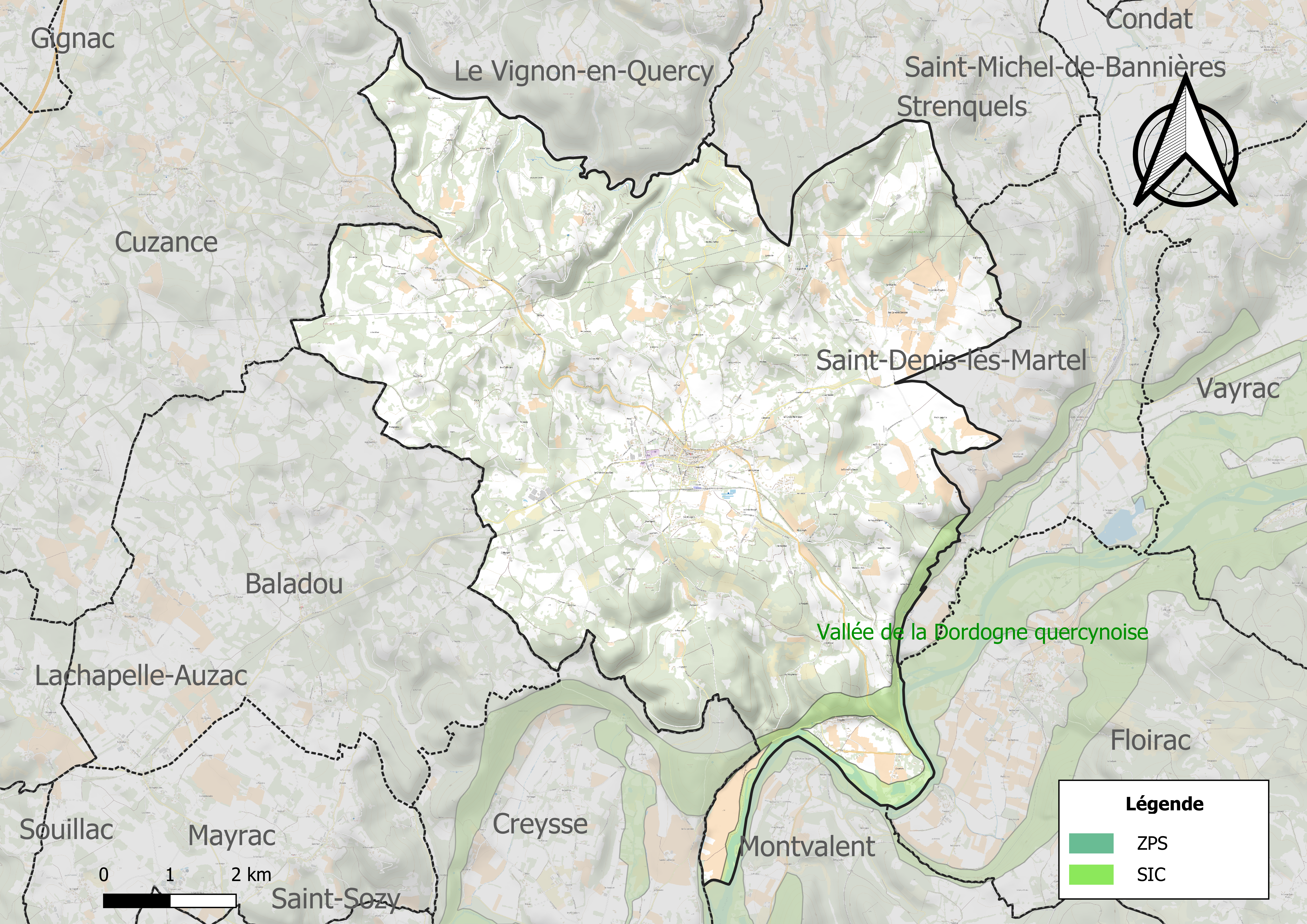
Le réseau Natura 2000, les ZPS et SIC de Martel.

Le réseau Natura 2000 est un réseau écologique européen de sites naturels d'intérêt écologique élaboré à partir des directives habitats et oiseaux, constitué de zones spéciales de conservation (ZSC) et de zones de protection spéciale (ZPS).
Un site Natura 2000 a été défini sur la commune au titre de la directive habitats : la « vallée de la Dordogne quercynoise », d'une superficie de 5 567 ha, qui présente des milieux aquatiques d'intérêt majeur et de un important éventail des milieux alluviaux qui abritent, outre un nombre significatif d'espèces de l'annexe II, de nombreuses espèces localisées à rares aux niveaux régional ou national.

#### Zones naturelles d'intérêt écologique, faunistique et floristique
L’inventaire des zones naturelles d'intérêt écologique, faunistique et floristique (ZNIEFF) a pour objectif de réaliser une couverture des zones les plus intéressantes sur le plan écologique, essentiellement dans la perspective d’améliorer la connaissance du patrimoine naturel national et de fournir aux différents décideurs un outil d’aide à la prise en compte de l’environnement dans l’aménagement du territoire.
Quatre ZNIEFF de type 1 sont recensées sur la commune :
- les « corniches de Gluges » (15 ha), couvrant 2 communes du département[21] ;
- « la Dordogne quercynoise » (2 081 ha), couvrant 24 communes dont deux en Corrèze, deux en Dordogne et vingt dans le Lot[22], qui comprend de nombreuses espèces déterminantes (soixante-six animales et cinquante végétales) ;
- la « vallée de la Doue, Raysse de Murel et pech de Lafont » (193 ha), couvrant 2 communes du département[23] ;
- le « versant de la vallée de la Dordogne entre Saint-Denis-les-Martels et Copeyre » (96 ha), couvrant 2 communes du département[24] ;

et une ZNIEFF de type 2, :
la « vallée de la Dordogne quercynoise » (8 758 ha), couvrant 28 communes : deux en Corrèze, deux en Dordogne et vingt-quatre dans le Lot.

Les ZNIEFF
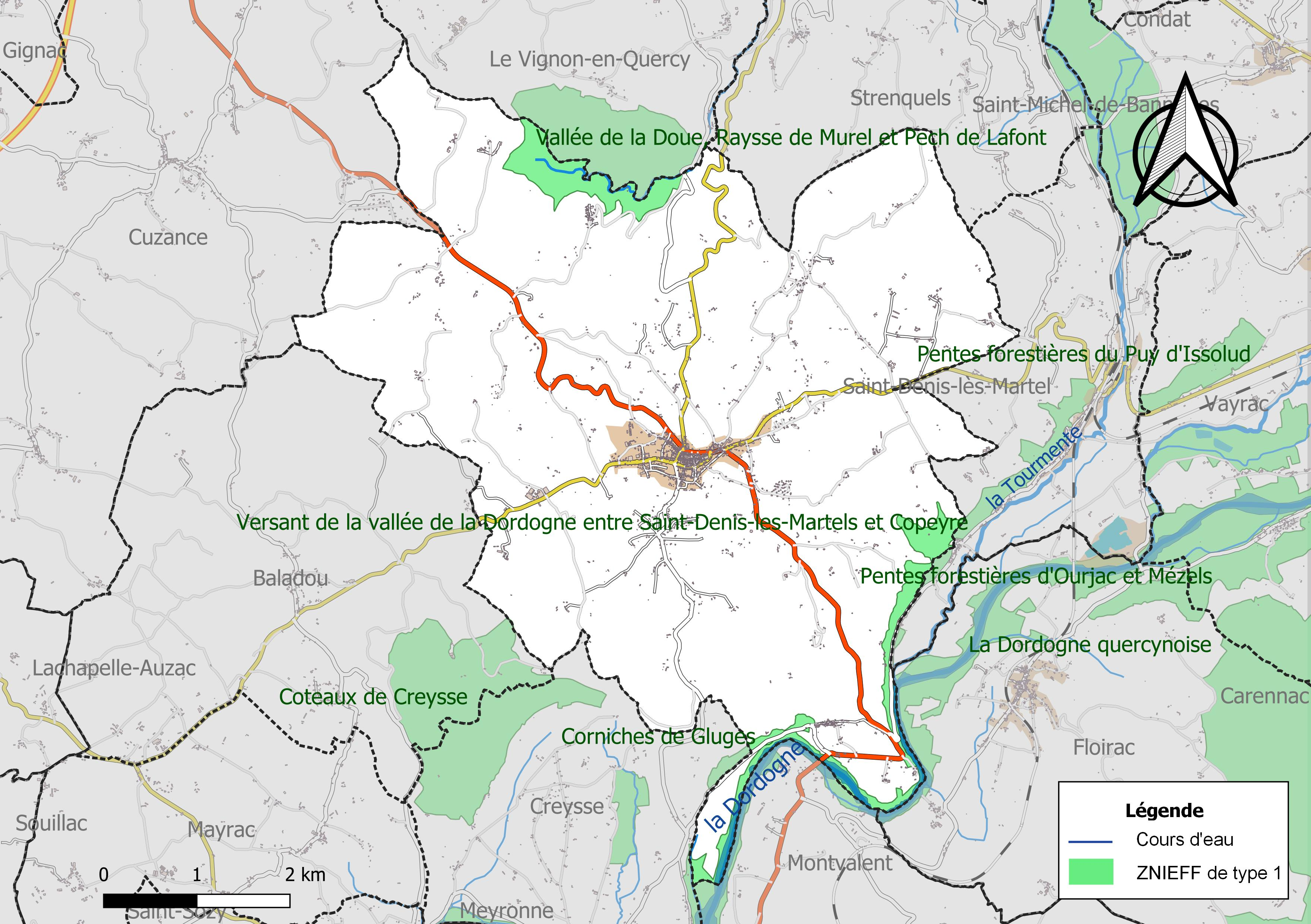
Carte des ZNIEFF de type 1...
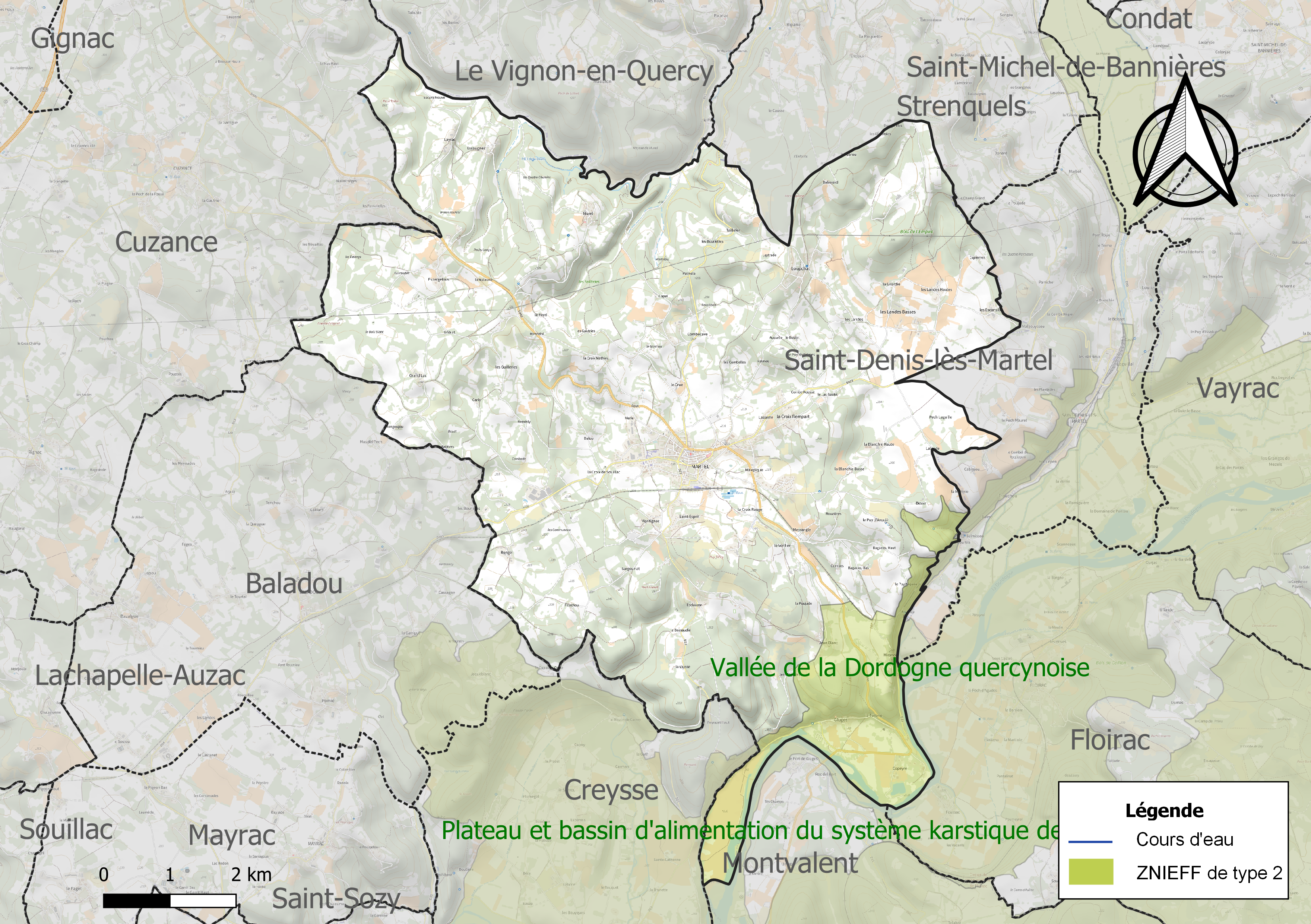
... et de type 2

## Urbanisme

### Typologie
Au 1er janvier 2024, Martel est catégorisée commune rurale à habitat dispersé, selon la nouvelle grille communale de densité à sept niveaux définie par l'Insee en 2022.
Elle est située hors unité urbaine et hors attraction des villes,.

### Occupation des sols

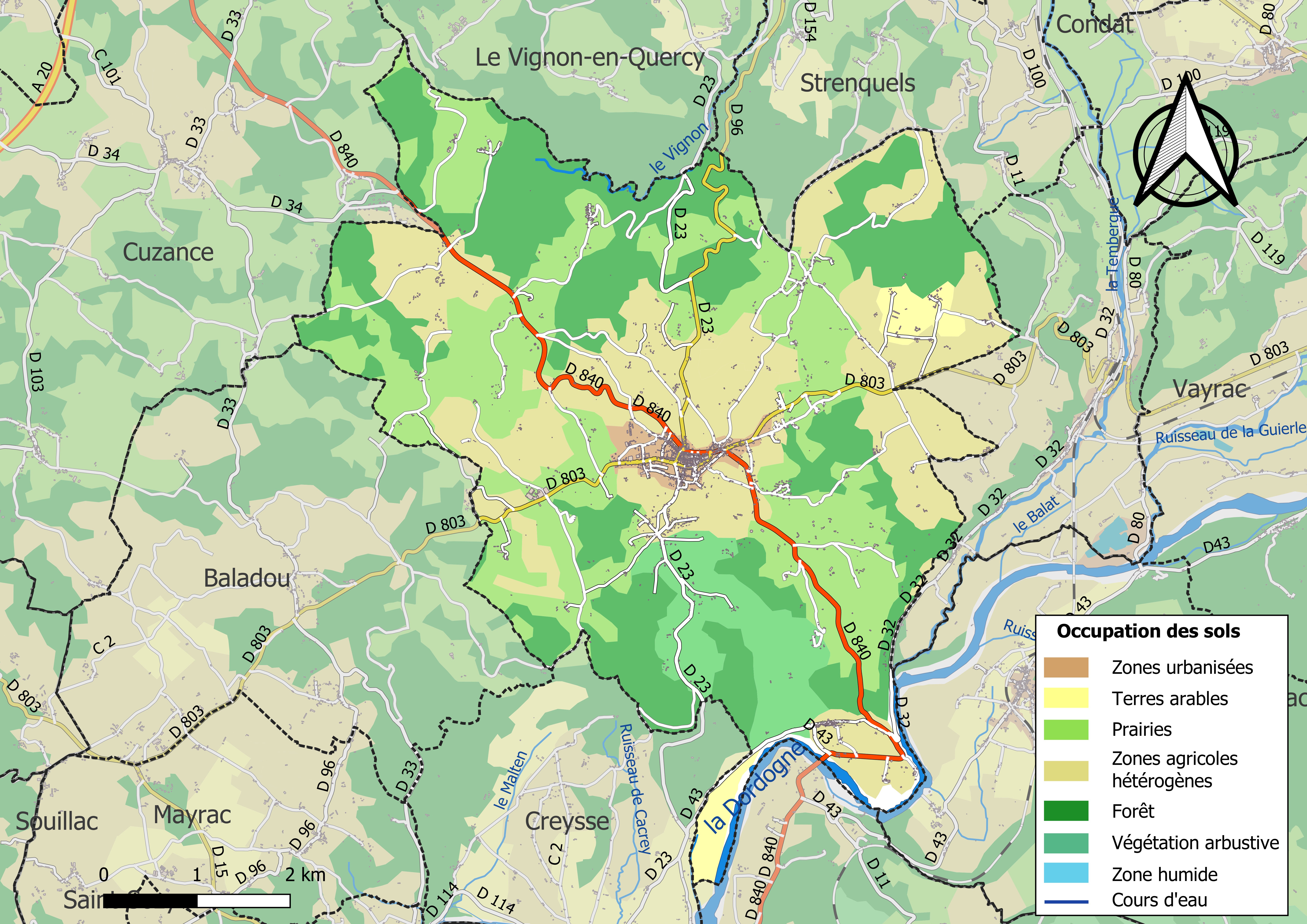
Carte des infrastructures et de l'occupation des sols de la commune en 2018 (CLC).

L'occupation des sols de la commune, telle qu'elle ressort de la base de données européenne d’occupation biophysique des sols Corine Land Cover (CLC), est marquée par l'importance des territoires agricoles (60,1 % en 2018), en augmentation par rapport à 1990 (55,3 %).
La répartition détaillée en 2018 est la suivante :prairies (29,9 %), forêts (29,5 %), zones agricoles hétérogènes (27,9 %), milieux à végétation arbustive et/ou herbacée (6,4 %), zones urbanisées (2,6 %), eaux continentales (1,4 %), cultures permanentes (1,2 %), terres arables (1,1 %).
L'évolution de l’occupation des sols de la commune et de ses infrastructures peut être observée sur les différentes représentations cartographiques du territoire : la carte de Cassini (XVIIIe siècle), la carte d'état-major (1820-1866) et les cartes ou photos aériennes de l'IGN pour la période actuelle (1950 à aujourd'hui).

### Habitat et logement
En 2021, le nombre total de logements dans la commune était de 1 206, alors qu'il était de 1 069 en 2016 et de 1 124 en 2011.
Parmi ces logements, 64,6 % étaient des résidences principales, 24,5 % des résidences secondaires et 10,9 % des logements vacants. Ces logements étaient pour 90,4 % d'entre eux des maisons individuelles et pour 9 % des appartements.
Le tableau ci-dessous présente la typologie des logements à Martel en 2021 en comparaison avec celle du Lot et de la France entière. Une caractéristique marquante du parc de logements est ainsi une proportion de résidences secondaires et logements occasionnels (24,5 %) supérieure à celle du département (18,3 %) et à celle de la France entière (9,7 %).
| Typologie                                               | Martel | Lot  | France entière |
| ------------------------------------------------------- | ------ | ---- | -------------- |
| Résidences principales (en %)                           | 64,6   | 71,2 | 82,2           |
| Résidences secondaires et logements occasionnels (en %) | 24,5   | 18,3 | 9,7            |
| Logements vacants (en %)                                | 10,9   | 10,6 | 8,1            |

### Risques naturels et technologiques
Le territoire de la commune de Martel est vulnérable à différents aléas naturels : météorologiques (tempête, orage, neige, grand froid, canicule ou sécheresse), inondations, feux de forêts, mouvements de terrains et séisme (sismicité très faible). Il est également exposé à deux risques technologiques, le transport de matières dangereuses et la rupture d'un barrage. Un site publié par le BRGM permet d'évaluer simplement et rapidement les risques d'un bien localisé soit par son adresse soit par le numéro de sa parcelle.

#### Risques naturels
Certaines parties du territoire communal sont susceptibles d’être affectées par le risque d’inondation par débordement de cours d'eau, notamment la Dordogne et la Tourmente. La cartographie des zones inondables en ex-Midi-Pyrénées réalisée dans le cadre du XIe Contrat de plan État-région, visant à informer les citoyens et les décideurs sur le risque d’inondation, est accessible sur le site de la DREAL Occitanie. La commune a été reconnue en état de catastrophe naturelle au titre des dommages causés par les inondations et coulées de boue survenues en 1982, 1989, 1992, 1993, 1999 et 2001,.
Martel est exposée au risque de feu de forêt. Un plan départemental de protection des forêts contre les incendies a été approuvé par arrêté préfectoral le 30 novembre 2015 pour la période 2015-2025. Les propriétaires doivent ainsi couper les broussailles, les arbustes et les branches basses sur une profondeur de 50 mètres, aux abords des constructions, chantiers, travaux et installations de toute nature, situées à moins de 200 mètres de terrains en nature
de bois, forêts, plantations, reboisements, landes ou friches. Le brûlage des déchets issus de l’entretien des parcs et jardins des ménages et des collectivités est interdit. L’écobuage est également interdit, ainsi que les feux de type méchouis et barbecues, à l’exception de ceux prévus dans des installations fixes (non situées sous couvert d'arbres) constituant une dépendance d'habitation.

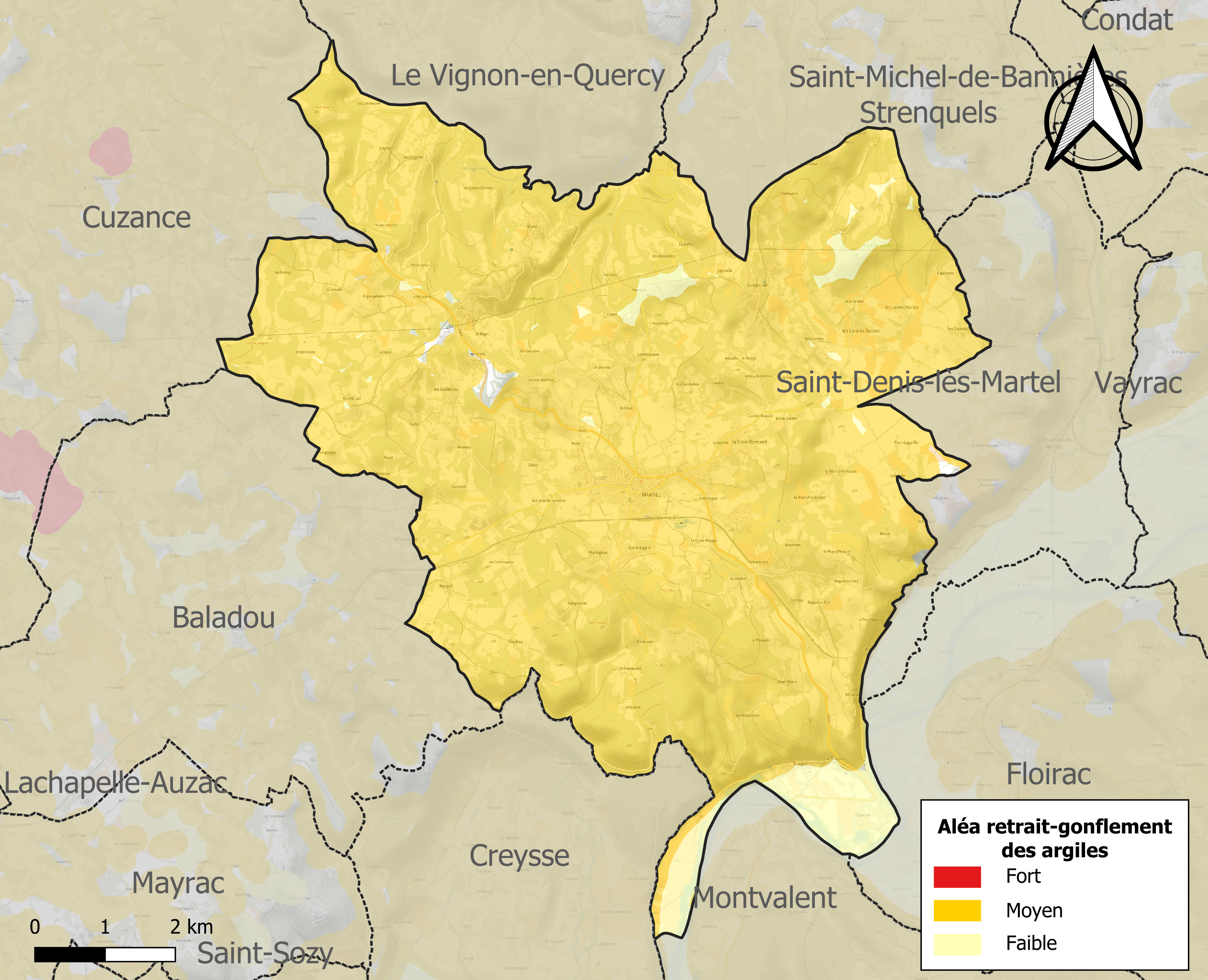
Carte des zones d'aléa retrait-gonflement des sols argileux de Martel.

Les mouvements de terrains susceptibles de se produire sur la commune sont des affaissements et effondrements liés aux cavités souterraines (hors mines), des éboulements, chutes de pierres et de blocs, des glissements de terrain et des tassements différentiels. Par ailleurs, afin de mieux appréhender le risque d’affaissement de terrain, l'inventaire national des cavités souterraines permet de localiser celles situées sur la commune.
Le retrait-gonflement des sols argileux est susceptible d'engendrer des dommages importants aux bâtiments en cas d’alternance de périodes de sécheresse et de pluie. 95 % de la superficie communale est en aléa moyen ou fort (67,7 % au niveau départemental et 48,5 % au niveau national). Sur les 1 062 bâtiments dénombrés sur la commune en 2019, 1 018 sont en aléa moyen ou fort, soit 96 %, à comparer aux 72 % au niveau départemental et 54 % au niveau national. Une cartographie de l'exposition du territoire national au retrait gonflement des sols argileux est disponible sur le site du BRGM,.
Par ailleurs, afin de mieux appréhender le risque d’affaissement de terrain, l'inventaire national des cavités souterraines permet de localiser celles situées sur la commune.
Concernant les mouvements de terrains, la commune a été reconnue en état de catastrophe naturelle au titre des dommages causés par la sécheresse en 1989, 2005 et 2019 et par des mouvements de terrain en 1999.

#### Risques technologiques
Le risque de transport de matières dangereuses sur la commune est lié à sa traversée par une route à fort trafic. Un accident se produisant sur une telle infrastructure est susceptible d’avoir des effets graves sur les biens, les personnes ou l'environnement, selon la nature du matériau transporté. Des dispositions d’urbanisme peuvent être préconisées en conséquence.
La commune est en outre située en aval des barrages de Saint-Étienne-Cantalès et de Bort-les-Orgues, des ouvrages de classe A disposant d'une retenue de respectivement 133 millions et 477 millions de mètres cubes. À ce titre, elle est susceptible d'être touchée par l'onde de submersion consécutive à la rupture d'un de ces ouvrages.

## Toponymie
Le toponyme Martel est basé sur un anthroponyme, un surnom donné à une personne : soit martèl (qui combat avec une masse d'armes), mot issu du latin martellus ; soit plus probablement « martell », « martellum », le marteau ferrador de maréchal-ferrant, en lien avec un important passé artisanal à l'origine du premier âge d'or de Martel, autour de son marché de dispersion du sel et de sa forge.
Sur la planète Mars, de février 2021 à avril 2021, une colline  constituant l'un des affleurements rocheux les plus remarquables étudiés par l'astromobile Curiosity de la NASA, est baptisée d'après le « mont Mercou » qui se trouve sur la commune,,,,.
La localité est appelée en occitan languedocien Martèl.

## Histoire
La devise tirée des Églogues de Virgile, « Deus nobis haec otia fecit »… « Dieu nous a donné ce lieu de plaisir, repos », qui figure sur le linteau d'une fenêtre du seul bâtiment subsistant du Grenier de la cité, dit « d'Abondance », ou la vieille devise « Heureux comme un Viscomtin, fier comme un Martelais », la vieille expression martelaise « ni trop petite, ni trop grande », expriment à elles seules une certaine singularité de l'histoire de la petite cité de Martel.
La légende de Charles Martel, maire du palais et grand-père de Charlemagne, fondant la ville autour de son église dédiée à saint Maur pour commémorer une bataille gagnée contre les Sarrazins, ou bien dans le cadre de son conflit avec Eudes, duc d'Aquitaine, ne semble être qu'un conte érigé pour asseoir la fierté des Martelais à partir du XVIe siècle. En effet, dans les sources manuscrites, aucune mention attestant d'un lien avec Charles Martel n'apparaît avant le XVIe siècle, et cette thèse est plutôt reprise au XIXe siècle à l'heure de la reconstruction des romans nationaux initiée par Louis Philippe. Pierre Riché, dans son ouvrage "les Carolingiens, une famille qui fit l'Europe", avance la thèse qu'Abd el-Rahman n'aurait pas été tué à la Bataille de Poitiers mais aurait simplement reflué vers ses bases arrière de Narbonne, que poursuivi par les troupes franques de Charles Martel, il aurait été tué et son armée exterminée à Loupchat, à 3 kilomètres du centre actuel de Martel, en 733. Toujours selon Pierre Riché, ce serait d'ailleurs à la suite de cette victoire que Charles fut surnommé Martel (signifiant "marteau" en ancien français et en occitan), puisqu'il avait violemment écrasé les troupes musulmanes, tel un marteau — le « marteau d'armes » étant aussi une arme de combat. Or, il aurait été ainsi nommé de façon posthume. De plus, Martel n'ayant été fondée qu'au XIe siècle, avec peu de certitudes quant à ses origines, la relation directe entre la création de la cité et le maire du palais n'est donc pas évidente. Il pourrait éventuellement en être autrement pour le nom de la cité, les légendes des origines, même infondées, étant fréquentes au Moyen Âge, mais là encore rien de certain.
C'est en se basant sur cette légende que François, le narrateur du roman Soumission de Michel Houellebecq vient se retirer au début du livre dans la cité de Martel.

### Moyen Âge
Martel est une ville neuve créée au XIe siècle  sous la triple protection de l'abbaye Sainte-Marie de Souillac, du vicomte de Turenne et du vicomte de Brassac, possédée par le seul vicomte de Turenne à partir de 1183, et sans lien attesté avec la légende de Charles Martel. Martel est simplement née de son intérêt géographique, logistique, commercial et artisanal en tant que carrefour de routes,.
Vers l'an mil, le plateau de Martel marque les limites territoriales de deux vicomtés, la vicomté de Turenne en Limousin et la vicomté de Brassac en Quercy (Montvalent). Deux anciennes voies romaines s'y croisent, situées à 6 km à l'est du dernier oppidum gaulois conquis par Jules César, Uxellodunum :
- la route royale Paris-Toulouse qui passait par Martel et Gramat avant le XVIIe siècle issue de l'antique voie gallo-romaine reliant Paris au midi de la France
- la route du sel reliant Bordeaux et l'Atlantique vers Aurillac.

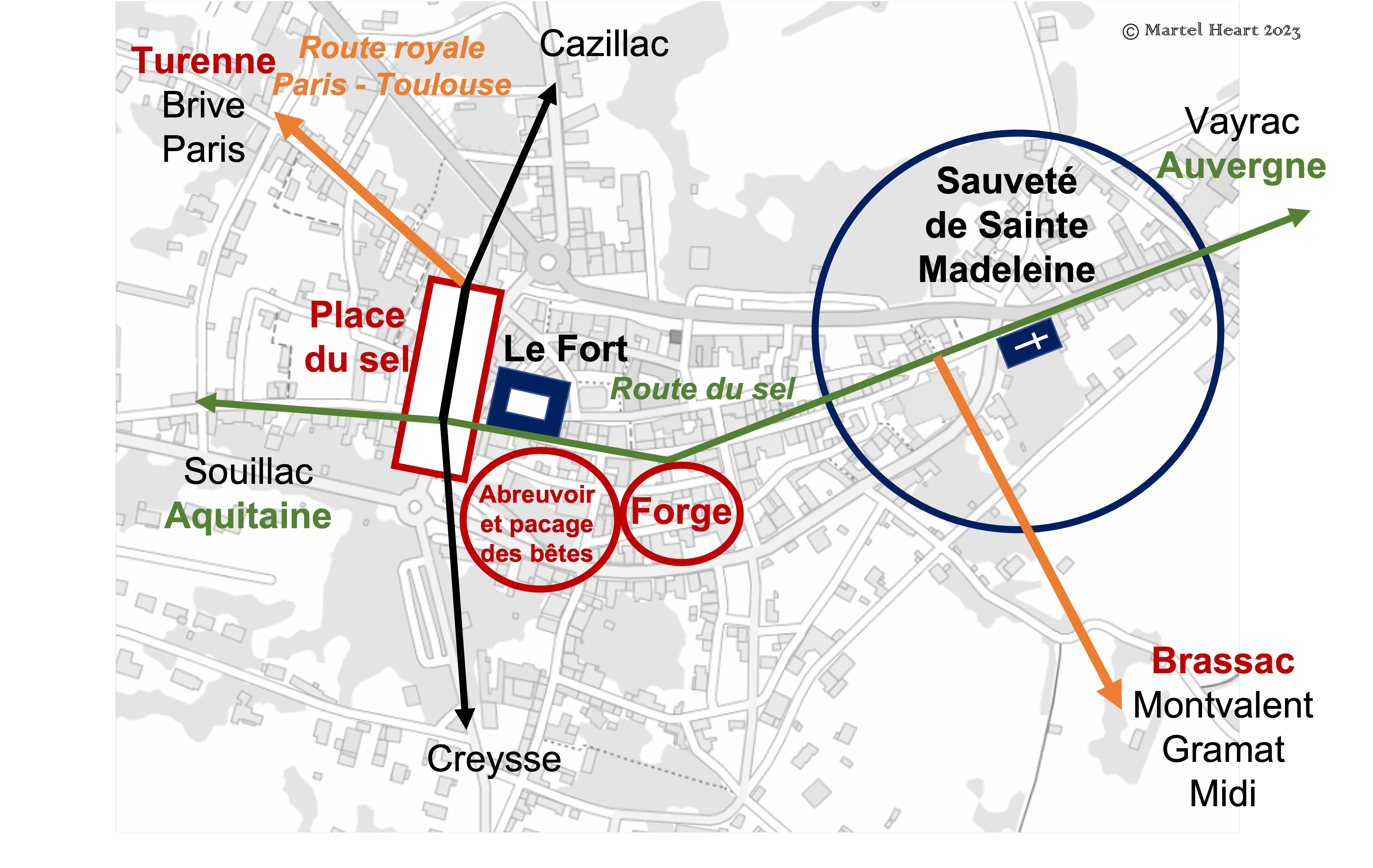
Le village de Martel au XIe siècle, un carrefour de routes, une sauveté paroissiale, un marché de dispersion du sel et une forge

Labbaye Sainte-Marie de Souillac, créée un siècle plus tôt par l'abbaye d'Aurillac utilise ce carrefour de routes pour le commerce du sel sous la protection des deux vicomtes. Le sel était remonté sur la Dordogne par les gabariers jusqu’à Souillac où il était déchargé, puis suivait l’axe terrestre Martel-Vayrac jusqu'à l'Auvergne. L'Abbaye  y installe un marché de dispersion du sel, plateforme logistique du Moyen Âge ouverte sur les routes de commerce nord-sud, à l'Ouest du village actuel, et une première église au XIe siècle, Sainte Madeleine, aujourd'hui disparue, à l'Est.
Une bourgade peuplée des servants de l'abbaye qui deviennent à leur tour artisans et marchands se développe rapidement autour de Sainte Madeleine à l'est au XIe siècle, le marché du sel étant protégé par un fort. Ce carrefour de routes importantes, situé sur l'axe de la transhumance du bétail du vicomte de Turenne entre les plateaux du Limousin et du Quercy devient une plateforme du commerce du sel et du bétail et se dote d'une importante activité de forges (Faurie), qui en expliquerait ses armes aux marteaux ferrador. La cité s'étend sur la configuration actuelle du centre du village au XIIe siècle.
La première mention de Martel, Martell, Martellum dans un document apparaît dans le cartulaire de l'Abbaye d'Aubazine à partir de 1142, et dans l’histoire des vicomtes de Turenne. Le vicomte de Turenne y est présenté comme coseigneur de Martel avec le vicomte de Brassac. Il en devient l'unique seigneur quand Raymond II de Turenne achète la vicomté de Brassac avant 1183. En 1153, Martel possède ses propres mesures. En 1154, des marchands donnent à l’abbaye d'Aubazine leurs biensde  Martel et environs. La Vie de saint Étienne d'Obazine, fondateur de l’abbaye, écrite vers 1180, après sa mort (1159), précise aussi l’existence d’une maison « hors les murs » destinée aux frères d’Aubazine et aménagée pour « l’achat et la vente » des marchandises, actuelle place de la Rode. Une seconde église romane Saint-Maur sur les bases desquelles se trouve l'actuelle Église Saint Maur, est  construite aux alentours de 1150, vraisemblablement à l'initiative du doyen de Souillac.
Geoffroy de Vigeois mentionne  qu'en 1183, Martel accueille Henri le Jeune, co-roi d'Angleterre et frère aîné de Richard Cœur de Lion, qui meurt dans la maison d'Étienne Faure, (Fabri en languedocien), revenant de Rocamadour. Quelques mois plus tôt le vicomte de Turenne y avait organisé une course de chevaux en son honneur.
À la suite de nombreux conflits avec le vicomte, les bourgeois de Martel obtiennent de ce dernier une charte de franchises, les exonérant d'impôts, en 1219, qui est à l'origine du premier âge d'or de la cité et de l'importance de son commerce et de ses marchands.
Gouvernée comme la majorité des cités du Midi de la France par quatre consuls élus annuellement par le conseil communal regroupant les principales familles bourgeoises, Martel a été au cœur des territoires impactés par la guerre de Cent Ans, entre Aquitaine, anglaise, et vassaux du roi de France. Martel doit se fortifier pour affronter ces temps troublés. La première enceinte remonte au XIIe siècle. La seconde enceinte est construite au XIVe siècle au début de ce conflit. Durant celle-ci, la région est infestée de compagnies franches au service du roi d'Angleterre. Malgré la présence des mercenaires anglais, notamment au château de Montvalent, la cité n'est jamais prise militairement grâce aux talents de négociation de ses consuls, qui achtent la sécurité de la cité comme il était de coutume en ces temps troublés. Les cités voisines, notamment Gramat n'eurent pas cette chance. En temps de guerre, la garde et la défense de la ville sont assurés par un capitaine ou gouverneur nommé par le Conseil et qui dirige une milice. Celle-ci se composait d'environ 400 hommes dont les compagnies, qui s'éxercent  sur les champ de manœuvre dénommés  « les armes », « la Bride », et « Puy d'Archer », devaient être toujours prêtes à marcher pour la défense de la ville. En 1389 ce sont Aymar de Sirogne (Syronha) et Pons de Tournemire (Tornamira) qui sont nommés commandants des compagnies.
Le traité de Brétigny en 1360 la livre cependant aux Anglais, et la région est libérée en 1374 : Martel est donc anglaise 14 ans.
La cité était réputée comme prospère dès le XIVe siècle comme peut en attester l'implantation de l'ordre des Cordeliers, qui construit un couvent en bordure nord de la deuxième enceinte. Ce couvent fait partie des 284 couvents des Cordeliers fermés en 1790. Sa tour qui atteignait 35 mètres est tronquée à la révolution et ne fait plus que 25 mètres aujourd'hui. Ce bâtiment excentré est utilisé par la gendarmerie nationale au XIXe siècle.
Au regard de ses vestiges architecturaux, de la qualité et de la taille de ses maisons de marchands et hôtels nobles (Raymond, Stephani, Briance, Fabri, Faure, Mirandol, Arcambal, Blanat...) datés des XIIIe au XVe siècle, de l'implantation attestée de nombreux marchands, de l'absence d'élément remarquable des XVIIe à la fin du XVIIIe, malgré quelques exceptions concernant les grandes familles de la fin de l'Ancien Régime, de Lachèze-Murel, d'Arliguie de Boutières, du Puy, Lachièze-Rey, la ville connaît son âge d'or du XIVe au XVe, puis s'endormit jusqu'au XXe, ce qui explique que la cité soit globalement préservée.

### Temps modernes
Martel est connue  à partir du XVe siècle pour sa sénéchaussée royale, à la fois circonscription fiscale et cour de justice, présidée par un lieutenant-général de la sénéchaussée,.
La cité accueille de nombreux ordres religieux et hospices, et prend le parti catholique durant les guerres de religion, bien que le vicomte est protestant.
Les consuls doivent accueillir et approvisionner l'armée royale d'Henri IV, et dépenser, pour ce faire, plus d'une année de revenus de la cité qui met plusieurs années à s'en remettre économiquement.
C'est d'ailleurs à cette époque que sa dimension de « carrefour » perd de son intérêt, de nouvelles routes de commerce s'étant développées à partir de la fin du XVIe siècle dans la région, la route royale Paris-Toulouse ne passant plus par Martel à partir du XVIIe siècle. Il semblerait que la cité sorte de son âge d'or sous le règne des Bourbons, se repliant sur ses hommes de loi et sa sénéchaussée royale.
Lorsque Charles-Godefroy de la Tour d'Auvergne, petit-neveu d'Henri de la Tour d'Auvergne-Bouillon, dit le Grand Turenne, cède à Louis XV la vicomté de Turenne, le 8 mai 1738, pour honorer le paiement de ses dettes de jeu, Martel perd de son autonomie (la vicomté de Turenne était le dernier fief français, c'est-à-dire un État dans l'État). À la suite de cette vente, les Viscomtins, dorénavant directement rattachés au domaine royal, sont alors contraints à l'impôt et les familles issues de la noblesse de vicomté doivent se faire confirmer dans la noblesse du royaume de France. Dès lors Martel décline lentement et ce jusqu'à la Révolution.

### Révolution française et Empire
Lors de la Révolution française, la sénéchaussée, qui avait déjà perdu beaucoup de prérogatives face aux gouvernements et parlements, est supprimée, privant une grande partie de la bourgeoisie et de la petite noblesse de robe de leurs charges, les incitant à quitter la cité.
La Révolution française puis le XIXe siècle voient l'émergence d'une grande famille de républicains en son sein, les Lachièze avec Pierre Lachièze (1743-1818), avocat, maire de Martel pendant la Révolution (1792-1795), président de l'Assemblée départementale, député à la Législative et au Conseil des Anciens et au Corps législatif, Pierre-Marcelin Lachièze (1807-1885), avocat, fondateur sous la monarchie de Juillet du journal républicain le Radical du Lot, Albert Lachièze (1840-1925), maire de Martel de 1877 à 1925, député du Lot de 1889 à 1906, famille qui s'allia avec le sénateur Émile Rey, ami de Léon Gambetta et grande figure républicaine. En cette période de fervents tumultes institutionnels que connaissait la France, le Lot donna ou accueillit des hommes politiques de premier plan comme Léon Gambetta, Gaston Monnerville, Maurice Faure, Bernard Pons, ou encore Georges Pompidou à titre privé. Le virulent combat républicain fut personnifié à Martel entre les Lachièze d'un côté, et les royalistes Lachèze de Murel, première famille noble de Martel au XVIIIe, Labrunie-Laprade et d'Arliguie de Boutières de l'autre, ces deux dernières familles ayant donné deux maires pour 3 mandats chacune au XIXe siècle.

### Époque contemporaine
La population, qui  diminue légèrement à partir du XVIIIe siècle, baisse de façon plus accentuée à partir de 1870, et ce jusque vers les années 1980.
Le commerce de la truffe permet à la petite cité de rebondir économiquement du XIXe jusqu'au début du XXe siècle, notamment grâce au chemin de fer à partir de la fin du XIXe siècle. Lors du marché aux truffes de Noël 1904, plus de 20 tonnes d'or noir sont vendues. Colette écrivit dans son recueil Prisons et Paradis, « J'ai chassé la truffe à Martel, dans le Lot, et je tenais la laisse d'une petite truie, une artiste en son genre, qui flairait la truffe souterraine, la délogeait d'un groin inspiré, avec des cris, des élans brusques et toutes les manières, ma foi, d'une somnambule. À chaque trésor trouvé, l'intelligente petite truie levait la tête et quémandait sa récompense, une poignée de maïs. »
Au début du XXe siècle, le Cercle Dars où tous les hommes de bonne famille se réunissent pour boire et jouer est réputé à 10 lieues à la ronde. C'est durant l'entre deux guerres qu'Henri Ramet, premier président de la Cour d'Appel de Toulouse, est élu maire de 1935 à 1941. Il est le second, après le chanoine Albe et ses monographies sur les cités du Quercy au XIXe siècle, à tenter de retranscrire l'histoire de Martel avec son livre Martel, un coin du Quercy dans les années 1920, mais il est aujourd'hui considéré comme peu fiable, mettant souvent plus en avant les légendes urbaines que les faits historiques. Le livre que le chanoine Serrurier-Dubois écrit en 1927 quelques années après Ramet, Une paroisse du Quercy à travers sept siècles (1100-1800), les écrits et conférences de Madame Marguerite Guély, présidente de la Société Scientifique et Historique de la Corrèze, et de l'abbé Lucien Lachièze-Rey, sont considérés comme la référence de l'histoire ancienne de Martel.
Durant la Seconde Guerre mondiale, la cité parvient à éviter les troubles du temps. Relaté par Jacques Miffre, tout jeune médecin à Martel à cette époque, André Malraux, alors maquisard, vient s'y réfugier à plusieurs reprises. Anna Delvert, propriétaire de la conserverie et de toutes les terres derrière la Fontanelle organise un système d'approvisionnement alimentaire à faible coût, qui permetalors aux Martelais de ne souffrir ni de la faim pour les plus pauvres, ni du marché noir pour les autres.
L'économie du XXe siècle, y est très limitée du fait de l'exode rural et du déplacement de la truffe vers le Sud du Lot (Lalbenque) et n'est  marquée que par la petite conserverie industrielle Delvert (1908-1981), coupe d'or du bon goût français 1970, fournisseur de Fauchon et Félix Potin, par son marché, la distillation de la lavande du Quercy, et plus récemment par l'entreprise Solev, rachetée par le groupe Pochet en 2011.
La gare de Martel sur le parcours de la ligne Bordeaux-Aurillac a été fermée en 1980 mais depuis 1997 un train touristique exploite la ligne Martel - Saint-Denis-près-Martel.

## Politique et administration

### Rattachements administratifs et électoraux

#### Rattachements administratifs
La commune se trouve dans l'arrondissement de Gourdon du département du Lot.
Elle était depuis 1793 le chef-lieu du canton de Martel. Dans le cadre du redécoupage cantonal de 2014 en France, cette circonscription administrative territoriale a disparu, et le canton n'est plus qu'une circonscription électorale.

#### Rattachements électoraux
Pour les élections départementales, la commune est depuis 2014 le bureau centralisateur d'un nouveau canton de Martel porté de 10 à 18 communes.
Pour l'élection des députés, elle fait partie de la deuxième circonscription du Lot.

### Intercommunalité
Martel était le siège de la petite communauté de communes du Pays de Martel, un établissement public de coopération intercommunale (EPCI) à fiscalité propre créé fin 1996 et auquel la commune avait transféré un certain nombre de ses compétences, dans les conditions déterminées par le code général des collectivités territoriales.
Conformément aux prescriptions de la loi de réforme des collectivités territoriales du 16 décembre 2010, qui a prévu le renforcement et la simplification des intercommunalités et la constitution de structures intercommunales de grande taille cette intercommunalité a fusionné avec sa voisine pour former, le 1er janvier 2015, la communauté de communes Causses et Vallée de la Dordogne (Covaldor), dont est désormais membre la commune.

### Tendances politiques et résultats
Lors du premier tour des élections municipales de 2014 dans le Lot, la liste PS menée par José Santamarta obtient la majorité absolue des suffrages exprimés, avec 504 voix (15 conseillers municipaux élus dont 6 communautaires), devançant de 37 voix celle DVG menée par le maire sortant Jean-Claude Requier, qui a recueilli 467 voix (4 conseillers municipaux élus dont 1 communautaire), lors d'un scrutin où 20,42 % des électeurs se sont abstenus.
Au premier tour des élections municipales de 2020 dans le Lot, la liste menée par Raphaël Daubet, ancien maire de Floirac obtient la majorité absolue des suffrages exprimés, avec 502 voix (15 conseillers municipaux élus dont 2 communautaires), devançant très largement celles menées respectivement par : 
- Jean-Pascal Tesseyre[58] — soutenu par le maire sortant qui ne se représait pas[59] — (276 voix, 29,48 %, 3 conseillers municipaux élus dont 1 communautaire) ;
- Pierre Verdier[60] (158 voix, 16,88 %, 1 conseiller municipal élu).

Lors de ce scrutin marqué par la pandémie de Covid-19 en France, 29,56 % des électeurs se sont abstenus.

### Liste des maires
| Période        | Période                     | Identité                           | Étiquette        | Qualité |
| -------------- | --------------------------- | ---------------------------------- | ---------------- | --- |
| février 1790   | juillet 1790                | Pierre Lachieze                    |                  | |
| juillet 1790   | juillet 1791                | Parry Laval (de)                   |                  | |
| juillet 1791   | mars 1792                   | Jean-baptiste Bories               |                  | |
| mars 1792      | juillet 1793                | Guillaume Tombelle                 |                  | |
| juillet 1793   | octobre 1795                | Delol                              |                  | |
| octobre 1795   | mars 1796                   | Léonard Judicis                    |                  | |
| mars 1796      | mars 1797                   | Pierre Lachieze                    |                  | |
| mars 1797      | mai 1800                    | Jean-baptiste Bories               |                  | |
| mai 1800       | 1814                        | Martin Puyjalon                    |                  | |
| janvier 1815   | octobre 1824                | Léonard Arliguie De Boutieres (d') |                  | |
| octobre 1824   | juillet 1827                | Jean Labrunie-laprade              |                  | |
| juillet 1827   | septembre 1843              | Pierre Figie                       |                  | |
| septembre 1843 | janvier 1847                | Guillaume Labrunie-laprade         |                  | Conseiller général de Martel →(1852 → 1864) |
| janviefr 1847  | juillet 1852                | François Lachieze                  |                  | |
| juillet 1852   | 1860                        | Guillaume Babrunie-laprade         |                  | |
| 1860           | décembre 1870               | Léonard Arliguie De Boutieres (d') |                  | |
| décembre1870   | mai 1871                    | François Lachieze                  |                  | |
| mai 1871       | juin 1876                   | Léonard Arliguie De Boutieres (d') |                  | |
| juin 1876      | 1925                        | Albert Lachièze                    | Républicain      | Avocat, sous-préfet du gouvernement de la Défense nationale en 1870 (Gourdon, Argelès, Gaillac) Conseiller général de Martel (1877 → 1907) Député du Lot (1889 → 1906) |
| 1925           | octobre 1929                | Armand Bouat                       | bloc des gauches | Négociant - Mandataire aux Halles de Paris Conseiller général de Martel (1919 → 1925) Conseiller général de Bretenoux (1925 → 1929) Député du Lot (1924 → 1929) Mort en fonction |
| 1929           | 1935                        | Romain Belly                       |                  | |
| 1935           | 1941                        | Henri Ramet                        |                  | Ancien officier d'administration de l'armée territoriale, historien Président de la Cour d'Appel de Toulouse Officier de la Légion d'honneur |
| 1941           | 1944                        | Pierre Durieux                     |                  | Médecin Nommé Conseiller départemental de Martel par le Gouvernement de Vichy (1944 → 1945) |
| octobre 1944   | novembre 1944               | Prosper Duffaut                    |                  | |
| novembre 1944  | janvier 1945                | Alexandre Jarrige                  |                  | |
| janvier 1945   | janvier 1945                | Jean Gourdal                       | MRP              | Directeur de la Banque de France de Toulouse |
| mai 1945       | mars 1971                   | Mathieu Météyé                     | UDR              | Notaire |
| mars 1971      | mars 1977                   | Alfred de Lachèze-Murel            | FNRI             | |
| mars 1977      | avril 1986                  | Maurice Pélissier                  | PCF              | Directeur honoraire de collège, ancien instituteur Conseiller général de Martel (1973 → 1985) Démissionnaire |
| avril 1986     | mars 2014                   | Jean-Claude Requier                | PRG              | Conseiller général de Martel (1985 → 2015) Conseiller régional de Midi-Pyrénées (1988 → 2001) Vice-président du conseil général du Lot (2004 → 2012) Sénateur du Lot (2011 → 2023) |
| mars 2014      | mai 2020                    | José Santamarta                    | PS               | Proviseur |
| mai 2020       | octobre 2023                | Raphaël Daubet                     | MR               | Chirurgien dentiste Maire de Floirac (2014 → 2020) Conseiller régional d'Occitanie (2015 → 2021) Conseiller départemental de Martel (2021 → 2023) Président de la CC Causses et Vallée de la Dordogne (2020 → 2023) Sénateur du Lot (2023 → ) Chevalier de l'Ordre national du Mérite Démissionnaire à la suite de son élection comme sénateur. |
| octobre 2023,  | En cours (au 10 avril 2025) | Yannick Oubreyrie                  |                  | Cadre d'entreprise |

### Finances locales
Cette section est consacrée aux finances locales de Martel de 2000 à 2018.
Les comparaisons des ratios par habitant sont effectuées avec ceux des communes de 500  à   2 000 habitants appartenant à un groupement fiscalisé, c'est-à-dire à la même strate fiscale.

#### Budget général
Pour l'exercice 2018, le compte administratif du budget municipal de Martel s'établit à  1 935 430 € en dépenses et 2 142 330 € en recettes :
- les dépenses se répartissent en 1 534 030 € de charges de fonctionnement et 401 400 € d'emplois d'investissement ;
- les recettes proviennent des 1 801 290 € de produits de fonctionnement et de 341 040 € de ressources d'investissement.

##### Évolution du fonctionnement et de l'investissement de 2000 à 2018
|                                                                             |
| Valeurs en milliers d'euros (k€) · Martel, Valeur totale : Produits Charges |

|                                                                               |
| Valeurs en milliers d'euros (k€) · Martel, Valeur totale : Emplois Ressources |

#### Fonctionnement
|                                                                                               | Martel (€/hab.) | Strate (€/hab.) |                                 |
| --------------------------------------------------------------------------------------------- | --------------- | --------------- | ------------------------------- |
| Résultat comptable                                                                            | 162 €           | 146 €           | Picto cercle bleu : écart moyen |
| Charges de personnels                                                                         | 487 €           | 274 €           | Picto disque bleu : écart fort  |
| Achats et charges ext.                                                                        | 316 €           | 198 €           | Picto disque bleu : écart fort  |
| charges financières                                                                           | 37 €            | 18 €            | Picto disque bleu : écart fort  |
| subventions versées                                                                           | 14 €            | 26 €            | Picto disque bleu : écart fort  |
| contingents                                                                                   | 3 €             | 45 €            | Picto disque bleu : écart fort  |
| Impôts locaux                                                                                 | 406 €           | 307 €           | Picto disque bleu : écart fort  |
| dotation globale de fonctionnement                                                            | 135 €           | 147 €           | Picto disque blanc : écart nul  |
| Autres impôts                                                                                 | 56 €            | 51 €            | Picto disque blanc : écart nul  |
| Écart par rapport à la moyenne de la strate : · de 0 à 10 % ; de 10 à 30 % ; supérieur à 30 % |                 |                 |                                 |

Pour Martel en 2018, la section de fonctionnement se répartit en 1 534 030 €  de charges (930 € par habitant) pour 1 801 290 € de produits (1 092 € par habitant), soit un solde de la section de fonctionnement de 267 270 € (162 € par habitant) :
- le principal pôle de dépenses de fonctionnement est celui des charges de personnels[Note 9] pour une somme de 804 000 € (52 %), soit 487 € par habitant, ratio supérieur de 78 % à la valeur moyenne pour les communes de la même strate (274 € par habitant). Sur la période 2014 - 2018, ce ratio fluctue et présente un minimum de 464 € par habitant en 2015 et un maximum de 513 € par habitant en 2017. Viennent ensuite les groupes des achats et charges externes[Note 10] pour 34 %, des charges financières[Note 11] pour 4 %, des subventions versées[Note 12] pour 2 % et finalement celui des contingents[Note 13] pour des sommes négligeables ;
- la plus grande part des recettes est constituée des impôts locaux[Note 14] pour une valeur totale de 670 000 € (37 %), soit 406 € par habitant, ratio supérieur de 32 % à la valeur moyenne pour les communes de la même strate (307 € par habitant). Pour la période allant de 2014 à 2018, ce ratio augmente de façon continue de 339 € à 406 € par habitant. Viennent ensuite de la dotation globale de fonctionnement (DGF)[Note 15] pour 12 % et des autres impôts[Note 16] pour 4 %.

La dotation globale de fonctionnement est quasiment égale à celle versée en 2017.

##### Évolution des produits et charges de fonctionnement de 2000 à 2018
| |
| Valeurs en milliers d'euros (k€) · Martel, Valeur totale : Impôts Locaux autres impôts et taxes dotation globale de fonctionnement |

| |
| Valeurs en milliers d'euros (k€) · Martel, Valeur totale : Charges de personnel achats et charges externes |

| |
| Valeurs en milliers d'euros (k€) · Martel, Valeur totale : charges financières subventions versées |

#### Fiscalité communale
Les taux des taxes ci-dessous sont votés pour 2018 par la municipalité de Martel. Ils sont quasiment égaux à ceux de 2017 :
- la taxe d'habitation : 8,18 % ;
- la taxe foncière sur le bâti : 16,46 % ;
- celle sur le non bâti : 152,34 %.

#### Investissement
|                                                                                               | Martel (€/hab.) | Strate (€/hab.) |                                |
| --------------------------------------------------------------------------------------------- | --------------- | --------------- | ------------------------------ |
| Remboursements d'emprunts                                                                     | 163 €           | 68 €            | Picto disque bleu : écart fort |
| Dépenses d'équipement                                                                         | 79 €            | 307 €           | Picto disque bleu : écart fort |
| subventions reçues                                                                            | 86 €            | 81 €            | Picto disque blanc : écart nul |
| fctva                                                                                         | 11 €            | 36 €            | Picto disque bleu : écart fort |
| Nouvelles dettes                                                                              | 0 €             | 70 €            | Picto disque bleu : écart fort |
| Écart par rapport à la moyenne de la strate : · de 0 à 10 % ; de 10 à 30 % ; supérieur à 30 % |                 |                 |                                |

Cette section détaille les investissements réalisés par la commune de Martel.
Les emplois d'investissement en 2018 comprenaient par ordre d'importance :
- des remboursements d'emprunts[Note 18] pour  270 000 € (67 %), soit 163 € par habitant, ratio supérieur de 140 % à la valeur moyenne pour les communes de la même strate (68 € par habitant). Pour la période allant de 2014 à 2018, ce ratio fluctue et présente un minimum de 156 € par habitant en 2016 et un maximum de 192 € par habitant en 2015 ;
- des dépenses d'équipement[Note 19] pour une valeur de 131 000 € (33 %), soit 79 € par habitant, ratio inférieur de 74 % à la valeur moyenne pour les communes de la même strate (307 € par habitant).

Les ressources en investissement de Martel se répartissent principalement en :
- subventions reçues pour une somme de 143 000 € (42 %), soit 86 € par habitant, ratio voisin de la valeur moyenne de la strate. Sur les 5 dernières années, ce ratio fluctue et présente un minimum de 23 € par habitant en 2016 et un maximum de 155 € par habitant en 2014 ;
- fonds de compensation pour la TVA pour un montant de 18 000 € (5 %), soit 11 € par habitant, ratio inférieur de 69 % à la valeur moyenne pour les communes de la même strate (36 € par habitant).

##### Évolution de l'investissement de 2000 à 2018
| |
| Valeurs en milliers d'euros (k€) · Martel, Valeur totale : Dépenses d'équipement Remboursements d'emprunts |

| |
| Valeurs en milliers d'euros (k€) · Martel, Valeur totale : Nouvelles dettes subventions reçues Fonds de compensation pour la TVA |

#### Endettement
|                                                                                               | Martel (€/hab.) | Strate (€/hab.) |                                 |
| --------------------------------------------------------------------------------------------- | --------------- | --------------- | ------------------------------- |
| Encours de la dette                                                                           | 1 278 €         | 615 €           | Picto disque bleu : écart fort  |
| annuité de la dette                                                                           | 199 €           | 86 €            | Picto disque bleu : écart fort  |
| Capacité d'autofinancement                                                                    | 179 €           | 156 €           | Picto cercle bleu : écart moyen |
| Écart par rapport à la moyenne de la strate : · de 0 à 10 % ; de 10 à 30 % ; supérieur à 30 % |                 |                 |                                 |

L'endettement de Martel au 31 décembre 2018 peut s'évaluer à partir de trois critères : l'encours de la dette, l'annuité de la dette et sa capacité de désendettement :
- l'encours de la dette pour une valeur de 2 108 000 €, soit 1 278 € par habitant, ratio supérieur de 108 % à la valeur moyenne pour les communes de la même strate (615 € par habitant). Depuis 5 ans, ce ratio diminue de façon continue de 1 774 € à 1 277 € par habitant ;
- l'annuité de la dette pour une valeur totale de 328 000 €, soit 199 € par habitant, ratio supérieur de 131 % à la valeur moyenne pour les communes de la même strate (86 € par habitant). Pour la période allant de 2014 à 2018, ce ratio fluctue et présente un minimum de 198 € par habitant en 2018 et un maximum de 252 € par habitant en 2015 ;
- la capacité d'autofinancement (CAF) pour une somme de 296 000 €, soit 179 € par habitant, ratio supérieur de 15 % à la valeur moyenne pour les communes de la même strate (156 € par habitant). Sur les 5 dernières années, ce ratio fluctue et présente un minimum de 89 € par habitant en 2017 et un maximum de 179 € par habitant en 2018. La capacité de désendettement est d'environ 7 années en 2018. Sur une période de 19 années, ce ratio présente un minimum d'environ 3 années en 2008 et un maximum élevé d'un montant de 15 années en 2017.

##### Évolution de la capacité d'autofinancement (CAF) et de l'encours de la dette de 2000 à 2018
Les courbes G4a et G4b présentent l'historique des dettes de Martel.
|                                                                         |
| Valeurs en euros · Martel, Par habitant : CAF Encours total de la dette |

|                                                                 |
| Valeurs en années · Martel, : Ratio = Encours de la dette / CAF |

### Jumelages
- Nassogne (Belgique) depuis 1967
- Tequila (Mexique) depuis 2002

## Population et société

### Démographie
L'évolution du nombre d'habitants est connue à travers les recensements de la population effectués dans la commune depuis 1793. Pour les communes de moins de 10 000 habitants, une enquête de recensement portant sur toute la population est réalisée tous les cinq ans, les populations de référence des années intermédiaires étant quant à elles estimées par interpolation ou extrapolation. Pour la commune, le premier recensement exhaustif entrant dans le cadre du nouveau dispositif a été réalisé en 2005.

En 2022, la commune comptait 1 639 habitants, en évolution de +2,5 % par rapport à 2016 (Lot : +1,31 %, France hors Mayotte : +2,11 %).
| 1793  | 1800  | 1806  | 1821  | 1831  | 1836  | 1841  | 1846  | 1851  |
| ----- | ----- | ----- | ----- | ----- | ----- | ----- | ----- | ----- |
| 3 011 | 2 771 | 3 450 | 2 986 | 2 903 | 3 050 | 3 070 | 3 069 | 3 150 |

| 1856  | 1861  | 1866  | 1872  | 1876  | 1881  | 1886  | 1891  | 1896  |
| ----- | ----- | ----- | ----- | ----- | ----- | ----- | ----- | ----- |
| 3 118 | 3 098 | 3 006 | 2 742 | 2 703 | 2 837 | 2 520 | 2 397 | 2 236 |

| 1901  | 1906  | 1911  | 1921  | 1926  | 1931  | 1936  | 1946  | 1954  |
| ----- | ----- | ----- | ----- | ----- | ----- | ----- | ----- | ----- |
| 2 165 | 1 995 | 1 942 | 1 830 | 1 845 | 1 896 | 1 742 | 1 492 | 1 458 |

| 1962  | 1968  | 1975  | 1982  | 1990  | 1999  | 2005  | 2006  | 2010  |
| ----- | ----- | ----- | ----- | ----- | ----- | ----- | ----- | ----- |
| 1 377 | 1 416 | 1 454 | 1 402 | 1 462 | 1 467 | 1 513 | 1 519 | 1 650 |

| 2015  | 2020  | 2022  | - | - | - | - | - | - |
| ----- | ----- | ----- | - | - | - | - | - | - |
| 1 601 | 1 638 | 1 639 | - | - | - | - | - | - |

Martel est une commune rurale qui compte 1 639 habitants en 2022, après avoir connu un pic de population de 3 450 habitants en 1806, et vraisemblablement supérieur au Moyen Âge. Ses habitants sont appelés les Martelais ou Martelaises.

### Vie associative
Martel possède une école de musique de statut associatif (loi de 1901).
L'Ensemble vocal de Martel, issu de cette école, a été dirigé par Patrick Hilliard, de 1990 à 1998, puis par Christophe Loiseleur des Longchamps, compositeur et chef de chœur, de 1998 à 2010. Deryck Webb, ténor lyrique, en a été le professeur de technique vocale. Depuis 2012, ce chœur est devenu l'Ensemble vocal du Pays de Martel, dirigé par Marie Briois jusqu'en 2018. Depuis 2021, la cheffe de chœur est Maïtine Bergounioux.

## Économie
L'économie y est marquée par :
- Le tourisme et la gastronomie ;
- L'agriculture et le commerce des produits du terroir ;
- L'industrie, à travers la SOLEV, employant plus de 200 personnes ;
- Une forte proportion de résidences secondaires.

Martel bénéficie de nombreux commerces et services.
Martel est de plus proche des bassins d'emploi de Brive (30 km) et de Biars-Bretenoux (ANDROS), de l'autoroute A20 (7 km) et de l'aéroport Brive-Vallée de la Dordogne (15 km).

### Industrie
Martel bénéficie de l'implantation d'une usine de métallisation, la SOLEV. Son domaine d'activité concerne le vernissage et la finition pour des produits à haute valeur ajoutée : bouchons et flacons de parfums de luxe… Les techniques de traitement de surface suivantes y sont mises en œuvre : métallisation sous vide, vernissage, reprise laser, sublimation…
Cette usine emploie en 2012 plus de 250 personnes.
La SOLEV est la première Entreprise du patrimoine vivant de Martel, rejointe en 2021 par la SOCOBA, société spécialisée dans la restauration du patrimoine bâti (maçonnerie pierre, taille de pierre, charpente et couverture), faisant de Martel la ville la plus distinguée en la matière avec deux des quatre entreprises lotoises distinguées à cette date.

### Agriculture
C'est aujourd'hui un centre actif du marché de la truffe, des noix et de l'artisanat des conserves[réf. nécessaire].

### Tourisme
Depuis juin 2022, Martel fait partie de l'association des Plus Beaux Villages de France.
La saison touristique est essentiellement concentrée de début juillet à la mi-août[réf. nécessaire].

#### Le chemin de fer touristique
L'ancienne ligne de Souillac à Viescamp-sous-Jallès, près d'Aurillac, exploitée à partir de 1889-1891, permettait la liaison entre la Ligne de Brive-la-Gaillarde à Toulouse-Matabiau via Capdenac (1858-1864) et la ligne de Figeac à Arvant passant par Aurillac (1861-1868) et prolongeait la ligne de Siorac-en-Périgord à Cazoulès et Souillac mise en service en 1882 et 1884. C'est une portion de l'ancienne ligne reliant Bordeaux à Aurillac construite entre 1880 et 1884 et mise en service en 1889.
Cette ligne venait concurrencer le trafic des « gabares » de la Dordogne. Le train servait notamment à l'expédition des truffes du marché de Martel, l'un des plus importants de la région, d'où le nom de Truffadou. La partie Sarlat - Saint-Denis est inexploitée par la SNCF depuis 1980.
La liaison entre Souillac et Saint-Denis-lès-Martel est fermée en mai 1989 et déclassée en avril 1996. Seule la voie entre Saint-Denis-lès-Martel et Viescamp-sous-Jallès est en service pour relier Brive-la-Gaillarde à Aurillac.
La ligne de Chemin de fer touristique du Haut Quercy qui réalise la liaison Martel - Saint-Denis-lès-Martel a été remise en service en 1997 par une association de passionnés bénévoles. Un nouveau hall des voyageurs a été inauguré le 17 avril 2010.
Une partie de cette ligne, taillée dans la falaise de Mirandol, surplombe la Dordogne.
94 419 personnes ont visité cette ligne en 2017.

#### Autres sites touristiques
- Reptiland propose de découvrir serpents, lézards et crocodiles du monde.
- Le marché d'été ayant lieu sous la halle mercredi et samedi matin
- Plages de rivière et canoë-kayak à Gluges, Copeyre, Meyronne, Saint-Sozy…

## Culture locale et patrimoine

### Lieux et monuments

#### Place de la Halle
- Hôtel de la Raymondie, aussi appelé palais de la Raymondie, monument historique[85].
- Halle de la fin du XVIIIe siècle, remarquable pour sa charpente en châtaignier et ses « conques » (mesures à grain) : édifiée sur l'emplacement de l'Arsenal et du premier hôtel de ville où les consuls et le sénéchal tenaient leurs séances, démolie par décision du 4 janvier 1792 de l'assemblée municipale, reconstruite entre 1793 et 1800, inscription par arrêté du 11 octobre 2004 aux monuments historiques[86], bâtiment remarquable par sa charpente conçue par Teringot, géomètre à Martel.
- Hôtel Fabri, inscription par arrêté du 26 novembre 1990 aux monuments historiques[87] (XIIe, XIVe et XVIe siècles) : en 1183, le bourgeois Étienne Fabri y accueille Henri le Jeune, roi d'Angleterre, mourant, après le pillage de Rocamadour par sa troupe de mercenaires. Deuxième fils et héritier d'Henri II Plantagenêt et d'Aliénor d'Aquitaine, gendre du roi de France, frère de Richard Cœur de Lion et de Jean sans Terre. D'après la tradition, ce roi d'Angleterre, couronné du vivant de son père, aussi appelé Henri Court-Mantel, y mourut en 1183, en expiant ses crimes, alors qu'Henri II était en route aux alentours de Limoges pour se réconcilier avec ce fils terrible.
- Hôtel Condamine : longtemps pris pour l'hôtel de la monnaie, ancien atelier de frappe des monnaies en usage dans la vicomté du fait de Ramet, il s'avère qu'on ne battait pas monnaie à Martel et n'est qu'un hôtel particulier (XIIIe et XIVe siècles) ; particularité : deux tourelles accolées d'inégales longueurs.

#### Au détour des vieilles rues
- Église Saint-Maur de Martel[88] : dédiée à un disciple de saint Benoît ; église fortifiée, tympan roman du XIIe siècle, nef du XIVe siècle, clocher du XVIe siècle, d'une hauteur de plus de 40 mètres. L'église à travers ses dimensions et son caractère imposants est un bel exemple du « gothique du Midi », dont la cathédrale Sainte-Cécile d'Albi est la plus représentative. Le chevet de l'église est éclairé par une très belle verrière du début du XVIe siècle représentant en 12 tableaux la Semaine Sainte ; on l'attribue à Redon, de l'atelier du célèbre verrier Arnaud de Moles. On trouve aussi dans le chœur un bel ensemble de boiseries et de tableaux du XVIIIe siècle.
- Tournemire ou tour de la Prison : tour romane de guet, XIIe siècle et XIVe siècle, tour carrée avec créneaux recouverts, 25 mètres avec son toit, ayant servi de prison jusqu'au XVIe siècle.
- Tour de Mirandol - maison Blanchard[89]: XIIe siècle, XVe siècle, XVIIIe siècle, XXe siècle : maison noble de Mirandol et sa haute tour carrée avec échauguette édifiée par le sénéchal François Faure, seigneur de Mirandol, entre 1480 et 1500 sur les ruines de la "Faurie", une maison de famille, prospères forgerons du XIIe siècle. Première construction d'importance à Martel après la guerre de Cent Ans qui lança la mode des hôtels particuliers, elle fut le témoin de l'ascension sur 500 ans d'une des deux plus anciennes familles attestées de Martel, les Faure (Fabri en languedocien) devenus seigneurs de Mirandol au XIVe siècle, plus riches aristocrates de la cité au XVIe siècle, syndic général et député de la noblesse du Quercy au XVIIe siècle. La branche cadette Périgord fut élevée au titre de comte en 1815 à travers Antoine Casimir de Mirandol. Après la Révolution, l'hôtel fut morcelé, démoli pour un tiers, malmené et tomba en ruine absolue. Il fut sauvé de la disparition et réassemblé sur la base de trois ruines de 1958 à 1963 par Louis et Marguerite Blanchard, figures de la sauvegarde du patrimoine du Quercy au XXe siècle.
- Hôtel de Briance ou maison Arcambal, dit aussi Vergnes de Ferron : hôtel particulier construit à la fin du XVIe siècle par les Lachièze-Briance sur d'anciennes maisons du XIVe siècle avec sa porte Renaissance, sa tourelle d'apparat, et sa haute tour ronde à clocheton.
- Maison Grise ou maison Ramet : jadis habitée par une famille de juristes, les Judicis (XIIe siècle, XVIe siècle et XIXe siècle).
- Le Grenier d'Abondance : petit immeuble Renaissance du XVIe siècle attenante à la deuxième enceinte, fenêtres à meneaux dont l'une est surmontée d'une expression tirée des Églogues de Virgile, « Deus nobis haec otia fecit »… « Dieu nous a donné ce lieu de repos ».
- Hôpital Saint-Marc, puis couvent de moniales de l'ordre de Saint-Jean-de-Jérusalem, dites maltaises[90].
- Hôtels particuliers avec ou sans tour, maisons de caractère, humbles échoppes médiévales, portes médiévales des barris de Brive et de Souillac, vestiges de remparts, arches et portes de style, maisons à colombages, maison de la Vidalie rue droite, ancien couvent des Mirepoises avec son cloître et son plafond à caissons ISMH, anciens couvents Sainte-Anne-et-Saint-Joseph, à découvrir de l'extérieur au détour des vieilles rues, notamment via les visites aux flambeaux organisées généralement en été.

#### À proximité du village
- La Vassaudie : difficile à trouver sur la route de Creysse, une ruine faite de gros moellons appareillés et bien assisés. Aujourd’hui éventrée, on y devine une grande salle principale, avec en continuité une autre pièce plus petite qui devait être une chapelle à croisée d’ogive, dont les liernes devaient reposer sur des culots sculptés[91].
- Château de Mirandol[92].
- Repaire de la Fon ou château de Gluges[93].
- Église Saint-Martin de Louchapt,
- Église Notre-Dame-de-l'Assomption de Murel,
- Église Saint-Pierre-ès-Liens de Gluges
- Chapelle de Malodène

Avec les sites du belvédère de Copeyre, Briance, Creysse…

#### Liste des 7 tours

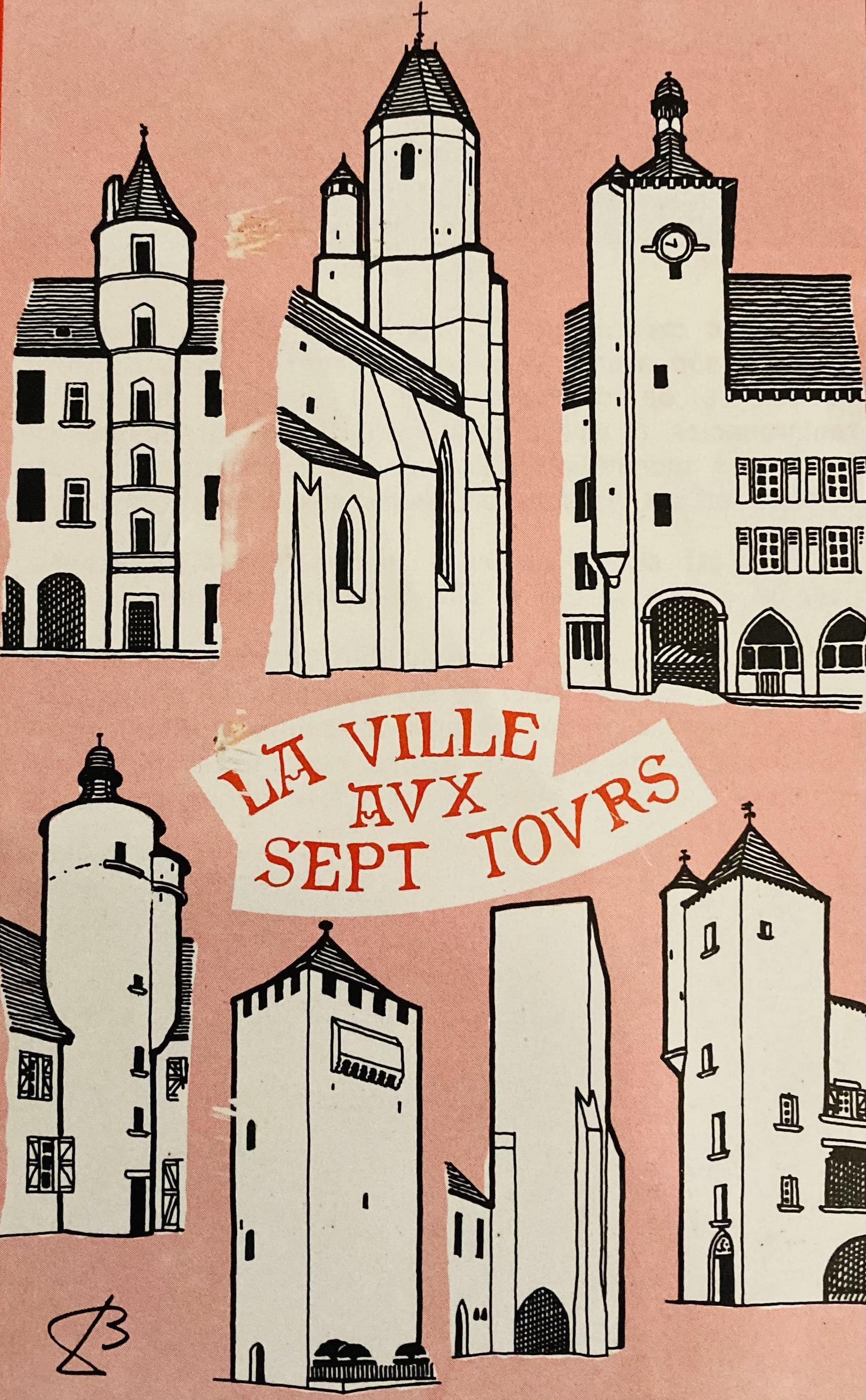
Martel, la ville aux 7 tours (Lot).

La concordance d'une réalité architecturale, 7 hautes tours (parmi plus d'une trentaine) qui se voient de loin, et le souvenir mémorable des spectacles extraordinaires conçus pour l'accueil solennel d'Elisabeth Flandrika d'Orange-Nassau, vicomtesse de Turenne en 1615 par la cité, dont l'allégorie des 7 tours de la vertu, ont inscrit le nom de Martel, ville aux sept tours dans le récit local à partir du XVIIe siècle. Les sept tours de la tradition sont :
1. Clocher de l'église Saint-Maur de Martel, clocher octogonal avec tourelle, XIVe, XVIe et XIXe siècles, 48 mètres.
2. Beffroi de l'hôtel de la Raymondie, tour rectangulaire avec clocheton, échauguette, cheminée et horloge, XIIIe et XIVe siècles, plusieurs échauguettes aux angles du palais, 35 mètres de hauteur pour le beffroi.
3. Tour Tournemire : tour de guet, et également prison, XIIe et XIVe siècles, tour carrée avec créneaux recouverts, 25 mètres.
4. Tour du couvent des Cordeliers (tronquée à la Révolution), tour carrée, XIVe siècle, 25 mètres.
5. Tour de la maison Fabri, tour ronde du XVIe siècle, 23 mètres.
6. Tour de l'hôtel de Briance ou Vergnes de Ferron, tour ronde avec clocheton et échauguette, XIVe ou XVe siècle, 23 mètres, tourelle en façade nord XVIe siècle.
7. Tour de Mirandol[94], XVe siècle, édifiée entre 1480 et 1500, tour carrée avec échauguette, clé de voute remarquable et salle de guet 24,5 mètres.

D'autres tours et tourelles : vestiges de la très ancienne, très imposante et très importante Julianie ou tour des Pénitents, tourelles d'angle de la Raymondie, tour de l'hôtel de la monnaie, tourelle de l'hôtel de Briance rue Droite, tourelle rue Mercière, tour de la maison Lachièze Rey, tourelles Est de l'église, pigeonniers…

#### Liste des monuments historiques
- Chapelle de Malodène. L'édifice a été inscrit au titre des monuments historiques en 2015[95].
- Cloître des Mirepoises. L'édifice a été inscrit au titre des monuments historiques en 1931[96].
- Église Saint-Martin de Louchapt. Le chœur a été inscrit au titre des monuments historiques en 1990[97].
- Église Notre-Dame-de-l'Assomption de Murel. L'édifice a été inscrit au titre des monuments historiques en 1990[98].
- Église Saint-Maur de Martel. L'édifice a été classé au titre des monuments historiques en 1906[99]. Plusieurs objets sont référencés dans la base Palissy[99].
- Église Saint-Pierre-ès-Liens de Gluges. Les restes de l'ancienne église ont été classés au titre des monuments historiques en 1913[100]. Bluck et Delpon rapportent qu'elle aurait été bâtie en 1108 par le croisé Gaillard de Mirandol pour y déposer des reliques rapportées de Terre sainte[101]. Ce ne serait qu'une légende inventée pour justifier les droits des seigneurs de Mirandol. Cependant des éléments architecturaux : modillons et chapiteaux de piliers et des vestiges découverts lors des fouilles récentes montrent une reconstruction datant du XIIe siècle[102] ;
- Hôtel de ville de Martel situé dans l'ancien hôtel de la Raymondie classé en 1906 et 1926, inscrit en 1926[103].
- Halle de Martel inscrite en 2004[104].
- Hôtel Fabri inscrit en 1990[105].
- Maison Arcambal, rue Droite, (porte et vantail) inscrite en 1928[106].

#### Mobilier référencé Monuments historiques
- Cheminées dans le palais de la Raymondie[107].
- Bas-relief dans le palais de la Raymondie[108].

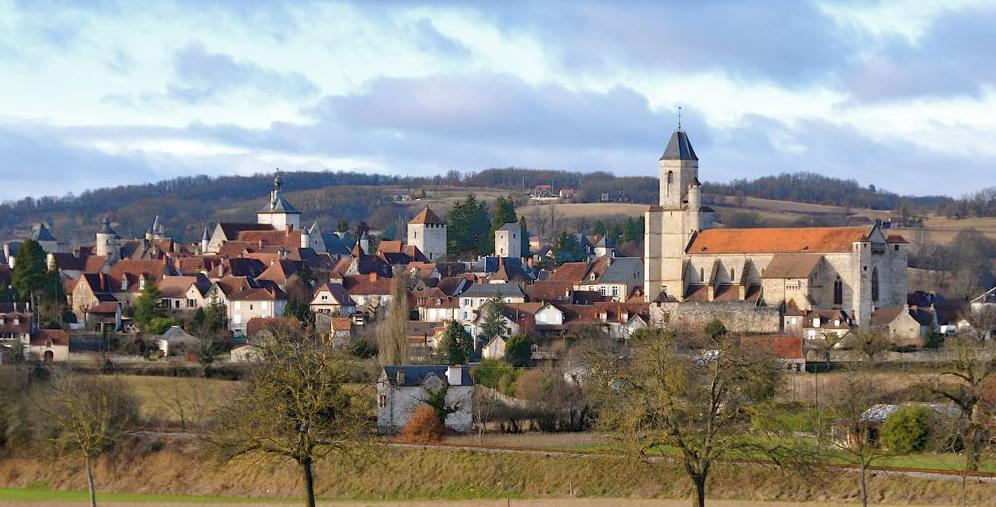
La ville aux sept tours.
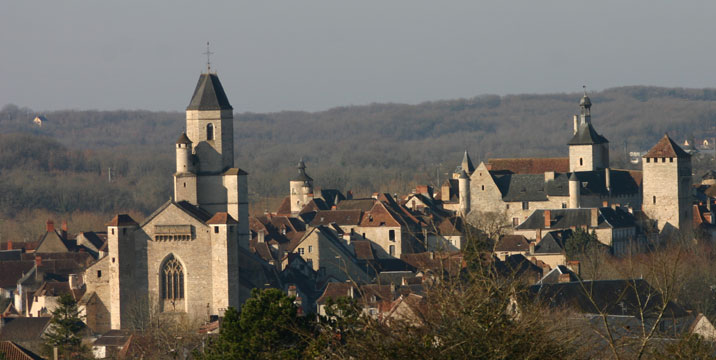
Vue de l'est.
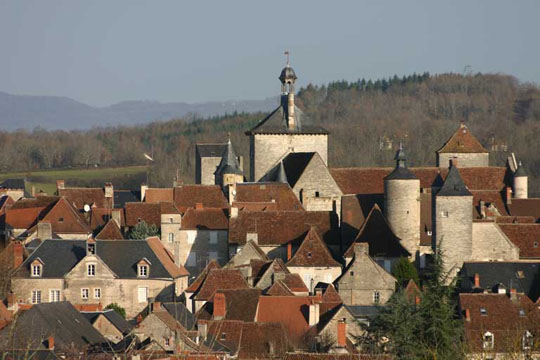
Vue du sud.
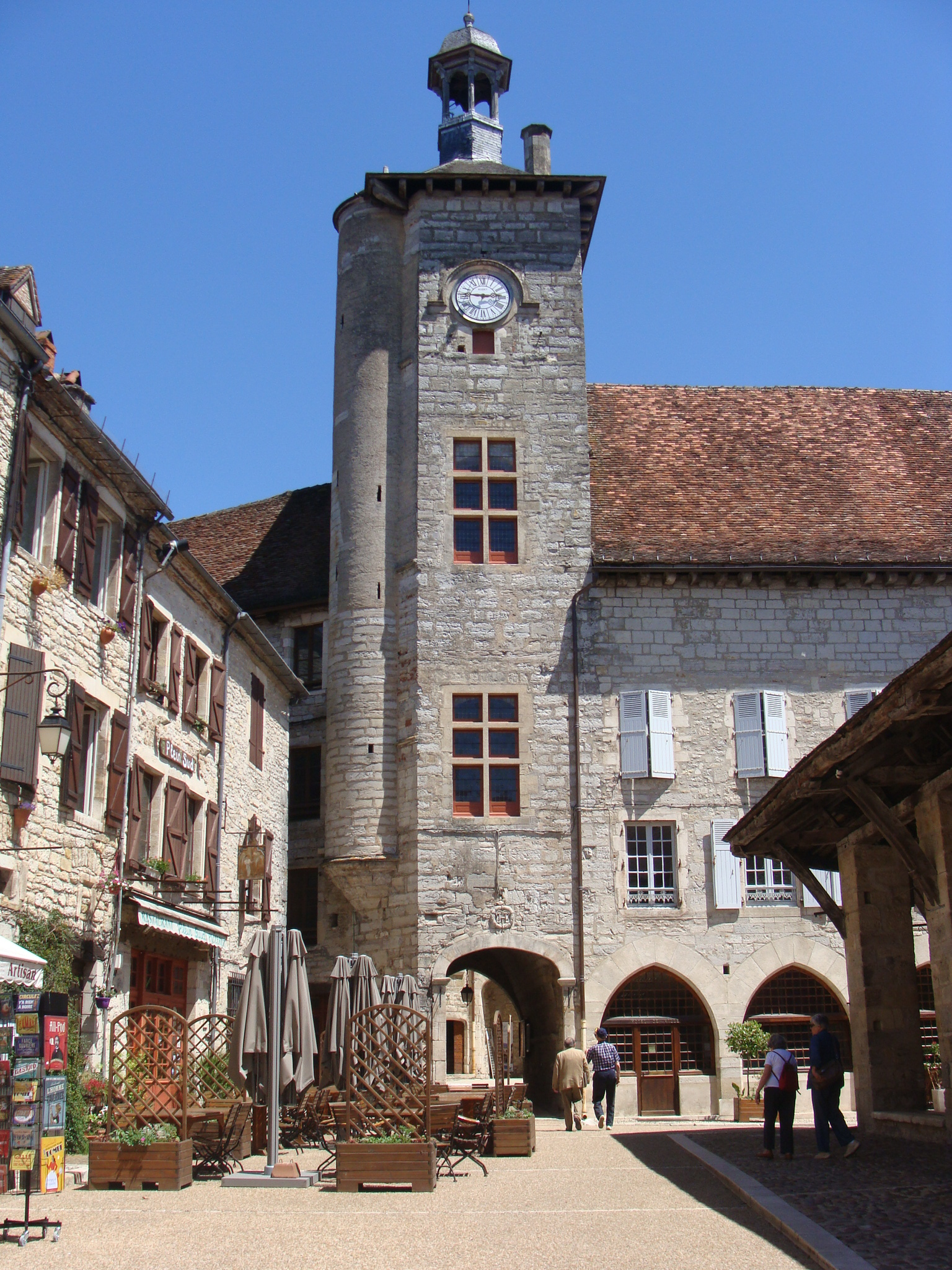
Hôtel de la Raymondie.
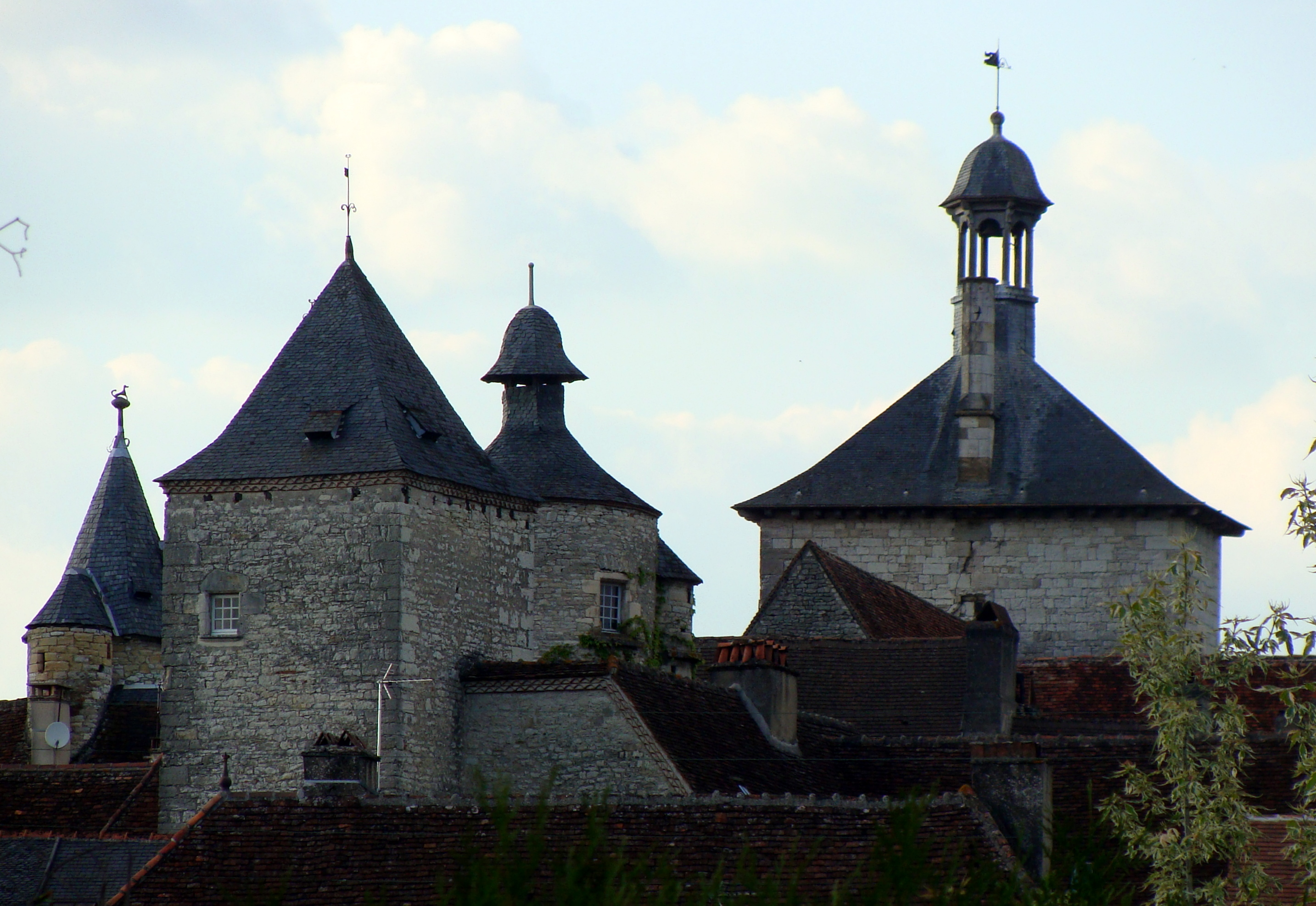
Quatre des sept tours.
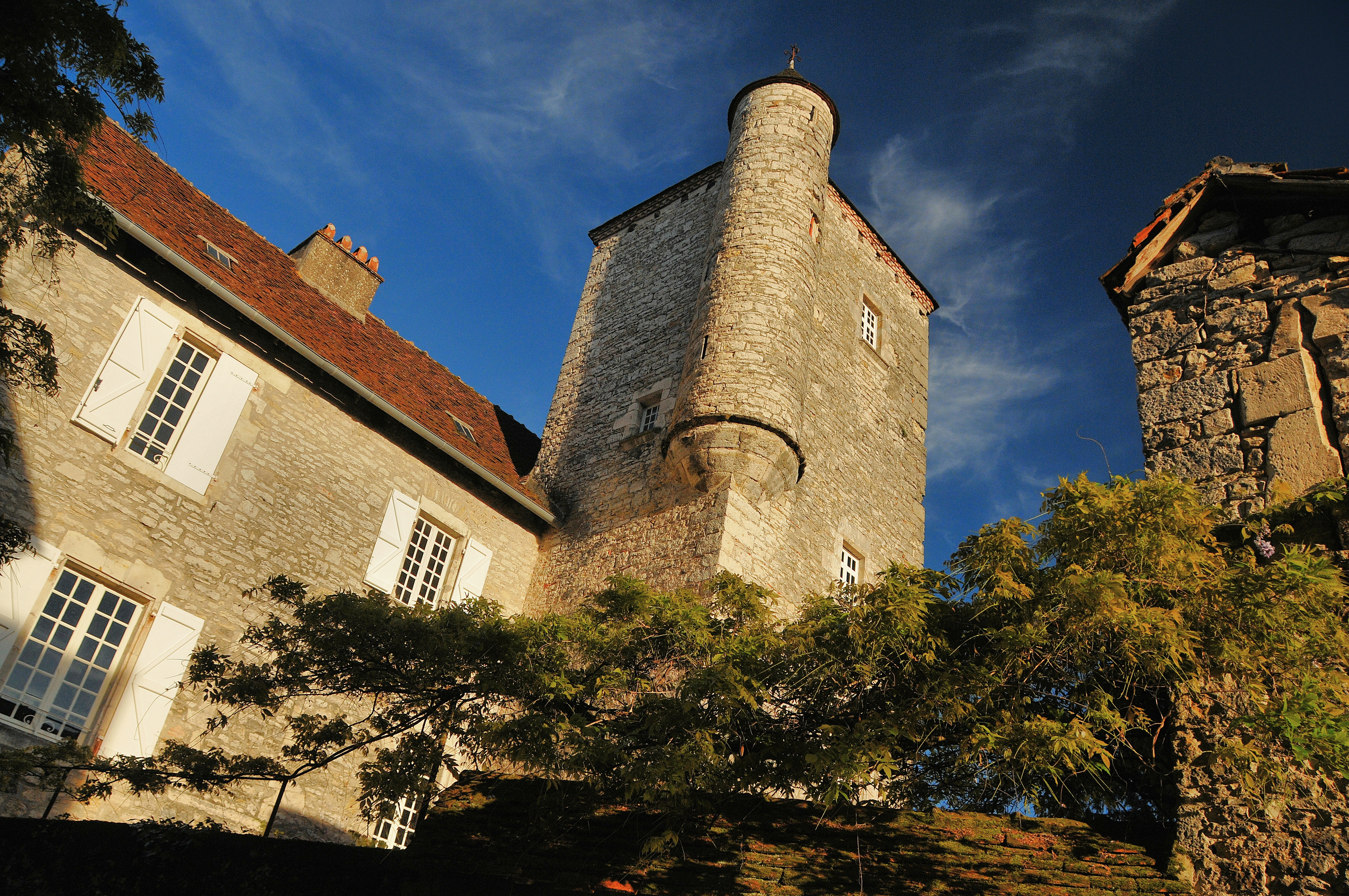
Tour Mirandol.
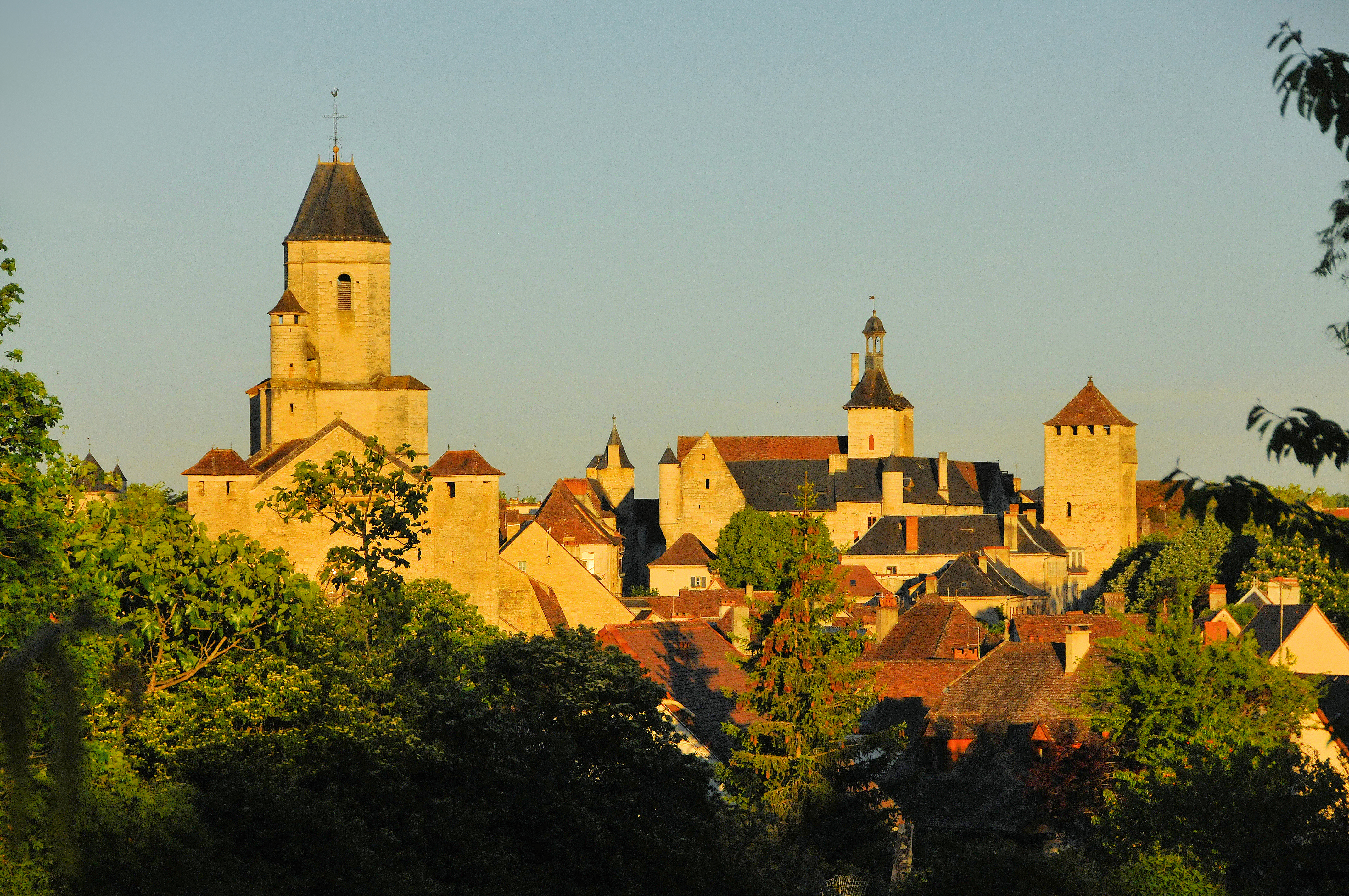
Martel au lever de soleil.

### Personnalités liées à la commune

#### Personnalités nées à Martel
- Étienne de Bascle (Martel, 1605 - 1661), avocat janséniste, ami de l'abbé de Saint-Cyran, 3e solitaire de Port Royal[109].
- Jean-Baptiste Roger de Lacoustande (Martel, 18 août 1720 - Martel, 30 août 1794), chevalier de Saint-Louis, général de brigade des armées de la République.
- Léonard Leymarie (1729-1816), homme politique né à Martel, député du clergé aux états généraux de 1789.
- Pierre Lachièze (Martel, 4 avril 1743 - 4 mars 1818) avocat, maire de Martel pendant la Révolution (1792-1795), président de l'Assemblée départementale, député à la Législative et au Conseil des Anciens et au Corps législatif[52].
- Pierre-Joseph de Lachèze-Murel (1744-1835), député aux États Généraux, et à la chambre des députés, chevalier de la Légion d'honneur[110].
- Pierre-Marcelin Lachièze (1807-1885), avocat, fondateur sous la monarchie de Juillet du journal républicain le Radical du Lot[53].
- Mgr Henri Marie Arlet (Martel le 24 mars 1858 - Angoulême le 15 mai 1933), évêque d'Angoulême le 1er septembre 1907, sacré à Cahors par Mgr Laurens[111],[112].
- Henri Ramet (Martel, 22 février 1859 - 16 juin 1941) historien, juriste, premier président de la Cour d'Appel de Toulouse, maire de Martel (1935-1941).
- Albert Lachièze, (Martel, 4 novembre 1840 - Martel, 27 février 1925) maire de Martel de 1877 à 1925, député du Lot de 1889 à 1906[54].
- Pierre Lachièze-Rey (Martel, 25 septembre 1885 - Martel, 5 août 1957), philosophe français d'inspirations catholique et kantienne.
- Michèle Causse (1936-2010). Écrivaine et traductrice angliciste et italianiste née à Martel et morte (dénée selon un de ses néologismes) à Zurich.
- Jean-Claude Requier né à Martel en 1947, homme politique français, membre du Mouvement radical.

#### Personnalités ayant vécu à Martel ou ayant marqué son histoire
- Henri le Jeune (1155-1183), dit le « jeune roi », prince d'Angleterre, deuxième fils de Henri II et d'Aliénor d'Aquitaine, couronné roi du vivant de son père (surnommé Henri Court-Mantel), mort à Martel le 11 juin 1183.
- Raymond IV de Turenne donne à Martel sa charte de franchises en 1219.
- Saint Louis et Blanche de Castille vinrent à Martel en 1244.
- Du Guesclin, libérateur de Martel en 1374.
- Charles Ribeyrolles (1812-1860), écrivain et journaliste républicain, proscrit en 1851, ami de Victor Hugo, établi au Brésil où il mourut en 1860, coauteur du Brésil pittoresque.
- François Gall, peintre-sculpteur français né le 22 mars 1912 à Kolozsvár (capitale de la Transylvanie hongroise, dans l'actuelle Roumanie) et décédé à Paris le 9 décembre 1987, âgé de 75 ans. Il a épousé une Martelaise, Eugénie Chassaing, journaliste et écrivaine quercinoise. Ils passaient une grande partie de l'année dans leur maison de Martel.
- Robert Vattier, un des comédiens préférés de Marcel Pagnol, né le 2 octobre 1906 à Rennes (Ille-et-Vilaine) et décédé le 9 décembre 1982 à Nanterre (Hauts-de-Seine).
- Édith Piaf, chanteuse française (1915-1963) : elle venait prier à l'église du hameau de Gluges, elle a financé anonymement le renouvellement des vitraux de cet édifice, une place porte son nom[113].
- Pierre Mirat (1924-2008), acteur français inhumé au cimetière de Martel, vivait dans l'hôtel Vergnes de Ferron.
- Robert Littell (1935), journaliste et écrivain américain, père de Jonathan Littell ayant vécu à Martel jusqu'en 2017.
- Patrick Sébastien (1953), de son vrai nom Patrick Boutot, imitateur, humoriste, acteur, réalisateur, chanteur, auteur-compositeur, écrivain, producteur-animateur d'émissions de divertissement de télévision français et ex-dirigeant de club de rugby (CA Brive), vit à Martel.

### Héraldique
| Blason de Martel | Blason  | De gueules, à trois marteaux ou martels d'argent au manche d'or 2 et 1. |
| Blason de Martel | Détails | Le statut officiel du blason reste à déterminer.                        |

## Pour approfondir